# Nueva Delhi
Nueva Delhi o Nueva Deli (en hindi: नई दिल्ली, Naī Dillī) es la capital federal de la República de la India y sede del poder ejecutivo, legislativo y judicial. Es parte del Territorio de la Capital Nacional de Delhi y del distrito de Nueva Delhi.
La ciudad fue fundada el 15 de diciembre de 1911, por el emperador Jorge V, durante el Durbar de Delhi de ese año, cuando se colocó la piedra fundamental y se anunció el traslado de la capital del Raj desde Calcuta. Se concibió como una urbe planificada cuyo diseño estuvo a cargo de dos de los principales arquitectos británicos del siglo XX: sir Edwin Lutyens y Herbert Baker. La nueva capital fue denominada Nueva Delhi en 1927 e inaugurada el 13 de febrero de 1931 por lord Irwin, virrey del Raj británico.
Nueva Delhi cuenta con dos sitios declarados Patrimonio de la Humanidad por la UNESCO: la tumba de Humayun y el complejo de Qutb.
La metrópolis es la ciudad más poblada de la India y la quinta del mundo, con 18.980.000 habitantes. Es, además, la mayor extensión urbana del país, con un área total de 1482 km².

## Historia
Nueva Delhi fue establecida al sur de la ciudad vieja, que fue construida por el emperador mogol Shah Jahan. Sin embargo Nueva Delhi recubre el sitio de siete ciudades antiguas y por lo tanto incluye muchos monumentos históricos como el Jantar Mantar, la Tumba de Humayun, Qila Rai Pithora y los Jardines Lodhi.
Calcuta fue la capital de la India hasta diciembre de 1911. Sin embargo Delhi había servido como el centro político y financiero de varios imperios de la antigüedad y del sultanato de Delhi, en especial del Imperio mogol desde 1649 hasta 1857.
Durante el año 1900 se hizo una propuesta a la administración británica para desplazar la capital desde Calcuta a Delhi.
A diferencia de Calcuta, que se encuentra en la costa oriental, Nueva Delhi se encuentra en el norte y el gobierno de la India británica consideró que sería más fácil de administrar el país desde ella.
El 12 de diciembre de 1911, durante el Durbar de Delhi, Jorge V el entonces emperador de la India, junto con la reina María, su consorte, hizo el anuncio de que la capital del Raj iba a ser desplazada de Calcuta a Delhi, al tiempo que sienta la primera piedra de la residencia del virrey en el Coronation Park.
Gran parte de la ciudad fue planeada y construida por Edwin Lutyens y Herbert Baker, los dos principales arquitectos británicos del siglo XX.
Lutyens visitó Delhi por primera vez en 1912 y la construcción se inició realmente después de la Primera Guerra Mundial y se terminó en 1931, fue inaugurada el 13 de febrero de 1931 por lord Irwin.
Lutyens expuso el área administrativa central de la ciudad como un testimonio de las aspiraciones imperiales del Reino Unido.
Delhi, una ciudad impregnada de historia y leyenda, es testimonio del espíritu perdurable de la India y de su complejo viaje a través del tiempo.  Su historia, que abarca milenios, es un relato cautivador de imperios surgidos y caídos, de confluencia y transformación cultural, y de una ciudad que renace una y otra vez de las cenizas de la destrucción.  Desde sus míticos orígenes hasta su actual condición de bulliciosa capital de la India, la historia de Delhi es un rico tapiz tejido con hilos de poder, fe y resistencia.
Las primeras referencias a una ciudad que podría ser Delhi se encuentran en la antigua epopeya india, el Mahabharata.  Indraprastha, la capital de los Pandavas, se identifica a menudo con la región que más tarde se convertiría en Delhi.  Aunque aún no hay pruebas arqueológicas que demuestren definitivamente esta conexión, las narraciones de la epopeya permiten vislumbrar la importancia de la zona en la antigua tradición india.  Estas primeras leyendas sentaron las bases de la reputación de Delhi como ciudad de gran importancia histórica y cultural.   
A lo largo de los siglos, Delhi se convirtió en un codiciado premio que atrajo la atención de diversos gobernantes y dinastías.  Su situación estratégica a orillas del río Yamuna, junto a importantes rutas comerciales, contribuyó a su prosperidad y la convirtió en un centro natural de poder político y económico.  Los sucesivos gobernantes establecieron sus capitales en Delhi, dejando cada uno su huella en el paisaje de la ciudad y contribuyendo a su compleja historia.   
A los Rajputs Tomar se les atribuye la fundación de la ciudad de Dhillika, que acabó convirtiéndose en Delhi, en el siglo VIII. Gobernaron la región durante varios siglos, estableciendo una sólida base para el futuro crecimiento de la ciudad. El reinado de los Tomar fue un periodo de relativa estabilidad y prosperidad, durante el cual la ciudad empezó a adquirir importancia como centro político y comercial.   
En el siglo XII, los Rajputs Chauhan, liderados por Prithviraj Chauhan, arrebataron el control de Delhi a los Tomar.  El reinado de Prithviraj Chauhan es recordado por su valor y su resistencia contra las fuerzas invasoras ghuríes.  Su derrota en 1192 marcó un punto de inflexión en la historia de Delhi, allanando el camino para el establecimiento del sultanato de Delhi.   
El sultanato de Delhi, establecido por los ghuríes, marcó el inicio del dominio musulmán en la India.  El sultanato, que duró más de tres siglos, fue testigo del ascenso y caída de varias dinastías, como la Dinastía de los Esclavos, la Dinastía Khilji, la Dinastía Tughlaq, la Dinastía Sayyid y la Dinastía Lodi.  Cada dinastía dejó su impronta en la arquitectura, la cultura y la administración de Delhi.
El Qutub Minar, un altísimo minarete construido por Qutub-ud-din Aibak, el primer gobernante del sultanato de Delhi, es un símbolo de esta época.  Es Patrimonio de la Humanidad de la UNESCO y testimonio de la destreza arquitectónica de la época del sultanato.  Otras estructuras notables de esta época son la mezquita Quwwat-ul-Islam y la tumba de Alauddin Khilji.
La dinastía Tughlaq, bajo el reinado de Muhammad bin Tughlaq, trasladó la capital de Delhi a Daulatabad, en el Decán.  Sin embargo, este traslado resultó desastroso y la capital regresó a Delhi.  Este periodo se caracterizó por la inestabilidad política y las dificultades económicas.   
El declive del sultanato de Delhi propició el auge del Imperio mogol en el siglo XVI.  Los mogoles, descendientes de Timur, establecieron un vasto imperio que abarcaba gran parte del subcontinente indio.  Delhi volvió a ser la capital de una gran potencia, y la ciudad vivió una época dorada de desarrollo cultural y arquitectónico.   

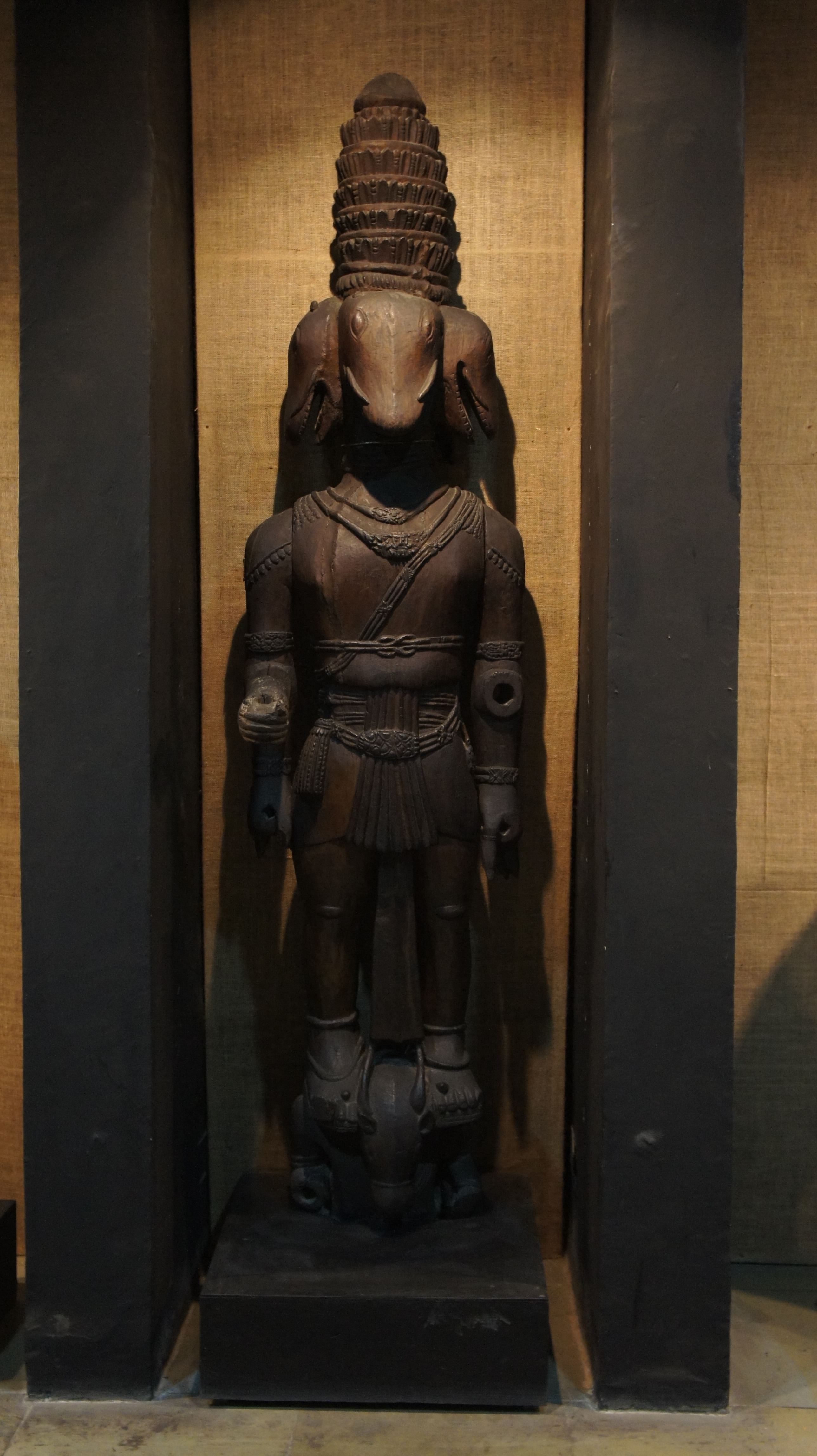
Estatua monolítica del culto Bhuta

La época mogol fue testigo de la construcción de algunos de los monumentos más emblemáticos de Delhi, como el Fuerte Rojo, un magnífico complejo palaciego construido por Shah Jahan.  El Fuerte Rojo, con sus imponentes muros e intrincados diseños, fue la sede del poder mogol y es un símbolo de la grandeza mogol.   
La Tumba de Humayun, precursora del Taj Mahal, es otra obra maestra arquitectónica del periodo mogol.  Muestra el estilo mogol de tumbas ajardinadas y es Patrimonio de la Humanidad de la UNESCO.  La Jama Masjid, una de las mezquitas más grandes de la India, también se construyó durante la época mogol.   
El Imperio mogol alcanzó su apogeo bajo el reinado de Akbar, que aplicó una política de tolerancia religiosa y promovió el intercambio cultural. Sin embargo, el imperio empezó a declinar en el siglo XVIII y Delhi sufrió repetidas invasiones y saqueos.   
La invasión de Nadir Shah en 1739 asestó un golpe devastador a Delhi, provocando una destrucción generalizada y la pérdida de innumerables vidas.  La ciudad nunca se recuperó del todo de este ataque y su influencia política decayó.   
A finales del siglo XVIII, la Compañía Británica de las Indias Orientales empezó a imponer su influencia en la India.  Delhi, que había quedado reducida a una sombra de lo que fue, acabó cayendo bajo control británico. 
La dominación británica trajo consigo cambios significativos en el paisaje y la administración de Delhi.  La ciudad se transformó en una capital moderna, con la construcción de nuevos edificios e infraestructuras.  Nueva Delhi, diseñada por Edwin Lutyens, se convirtió en la nueva capital de la India británica.   
La Rebelión India de 1857, también conocida como el Motín de los Sepoy, tuvo un impacto significativo en Delhi.  La ciudad fue un centro de la rebelión, y su captura por los británicos marcó un punto de inflexión en el levantamiento.  Tras la represión de la rebelión, el emperador mogol fue exiliado y la dinastía mogol llegó a su fin.   

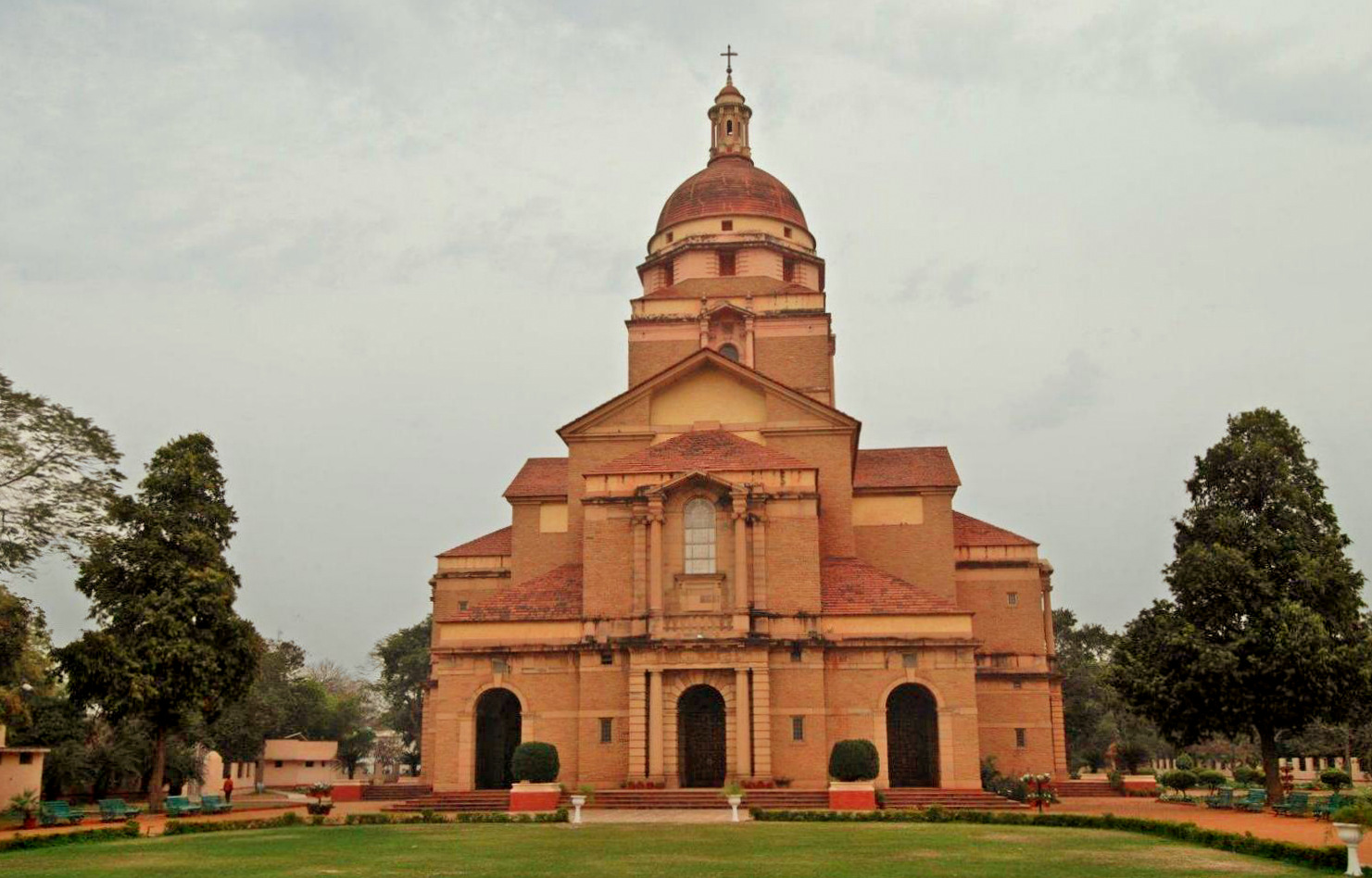
Catedral Anglicana de la Redención construida en los tiempos del Imperio Británico, fue terminada en 1931

Delhi se convirtió en la capital de la India independiente en 1947.  La partición de la India provocó una afluencia masiva de refugiados a Delhi, transformando su demografía y creando nuevos retos para la ciudad.   
En las décadas transcurridas desde la independencia, Delhi se ha convertido en una metrópolis en expansión, un importante centro de comercio, educación y cultura.  La ciudad se enfrenta a numerosos retos, como la contaminación, la superpoblación y la desigualdad, pero sigue prosperando como centro vibrante y dinámico.   
La historia de Delhi es testimonio de su resistencia y su capacidad para adaptarse al cambio.  La ciudad ha sido testigo del ascenso y la caída de imperios, del choque de culturas y del triunfo del espíritu humano.  Su historia continúa desarrollándose, mientras Delhi abraza su futuro al tiempo que valora su rico y polifacético pasado.

## Geografía
El Territorio Capital Nacional de Delhi tiene un área total de 1483 km² y la ciudad de Nueva Delhi tiene un área total de 42,7 km². El territorio está situado entre la llanura Indo-Gangética y los montes Aravalis, la mayor parte en la orilla oeste del río Yamuna. La ciudad está situada a una altitud entre los 213 y los 305 metros sobre el nivel del mar, en la zona norte del país y limita con los estados de Uttar Pradesh y Haryana.

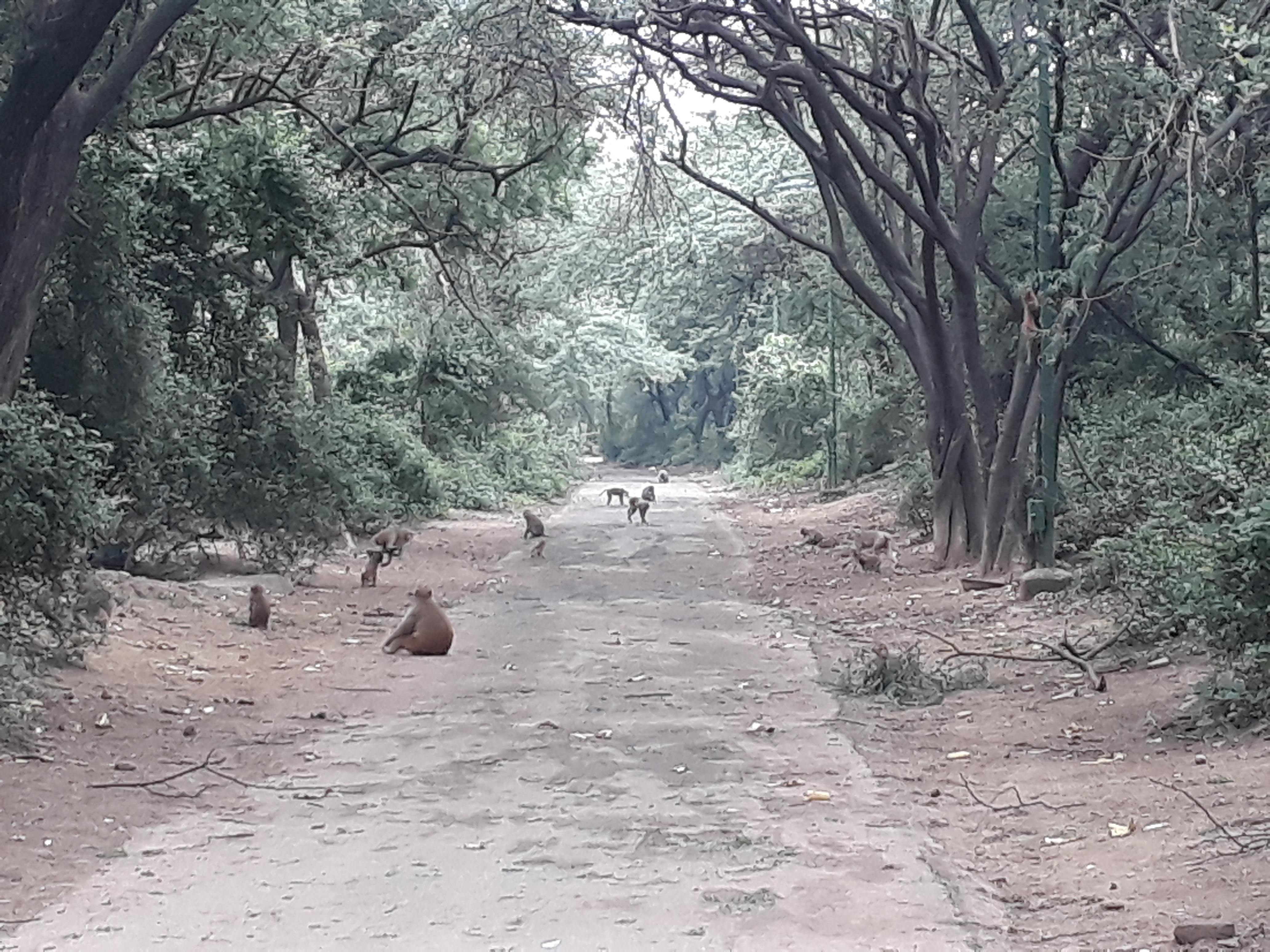
Bosque de Malcha

Nueva Delhi, la capital de la India, está estratégicamente situada en el norte del país, dentro del Territorio de la Unión de Delhi.  Su ubicación en la vasta llanura indogangética, una región fértil y relativamente llana, ha sido un factor definitorio de su historia y desarrollo. Esta llanura, creada por la deposición de aluviones de los ríos del Himalaya, ha sustentado la agricultura y densas poblaciones durante milenios, convirtiendo la región en un centro natural de asentamiento y crecimiento.
La posición de la ciudad en la orilla occidental del río Yamuna, uno de los principales afluentes del Ganges, tiene una gran importancia geográfica. Históricamente, el Yamuna ha sido una fuente vital de agua para Delhi, que ha servido para la agricultura, las necesidades domésticas y el transporte.  Aunque su importancia se mantiene, el río se enfrenta ahora a los retos de la contaminación y el uso excesivo debido a la rápida expansión de la ciudad y la actividad industrial.
La topografía de Delhi es generalmente llana, un rasgo característico de la llanura indogangética.  Sin embargo, la presencia de la cordillera de Aravalli, una antigua cadena montañosa, añade cierta variación topográfica al paisaje, sobre todo en las zonas occidentales de la ciudad.  Estas crestas bajas, aunque no son dramáticamente altas, influyen en los patrones locales de drenaje, los tipos de suelo y los microclimas de la zona urbana.
Los suelos de Delhi son predominantemente aluviales, resultado directo de la influencia del río y de la formación de la llanura.  Estos suelos aluviales son generalmente fértiles y contribuyen a la productividad agrícola de la región.  Sin embargo, la urbanización y la construcción han cubierto partes importantes de estos suelos, lo que ha afectado a su disponibilidad para la agricultura dentro de los límites de la ciudad.
La ubicación de Delhi en la llanura indogangética la ha convertido en encrucijada de rutas comerciales y punto estratégico para controlar el acceso a la región.  Esta ventaja geográfica ha desempeñado un papel clave en el protagonismo histórico de Delhi, atrayendo a gobernantes e imperios a lo largo de su dilatada historia.

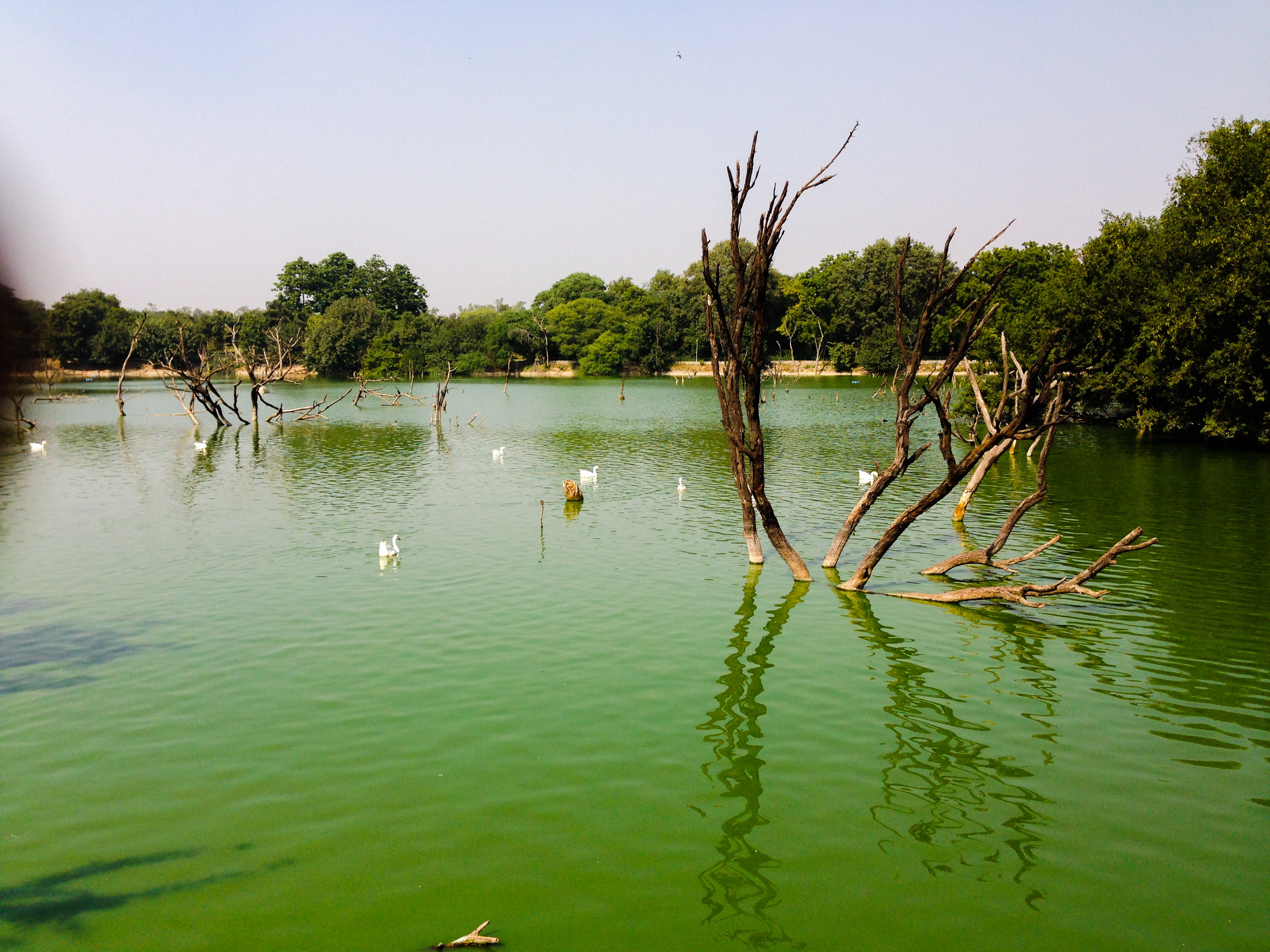
Lago cerca a Hauz Khas

El Territorio de la Unión de Delhi, que abarca Nueva Delhi y las zonas urbanas circundantes, tiene una superficie relativamente pequeña.  Este espacio limitado, unido al rápido crecimiento demográfico de la ciudad, ha provocado una creciente presión sobre los recursos del suelo y ha contribuido a la expansión de la ciudad más allá de sus límites originales.
El río Yamuna, aunque es un recurso vital, también plantea retos a Delhi.  Durante la estación de los monzones, las fuertes lluvias pueden hacer que el río se hinche, provocando inundaciones en las zonas bajas de sus orillas.  Gestionar el caudal del río y mitigar los riesgos de inundación son preocupaciones constantes de planificadores y administradores urbanos.
La proximidad del Himalaya a Delhi, aunque lejana, influye indirectamente en la geografía de la ciudad.  Los ríos del Himalaya, que alimentan el Yamuna, dependen del deshielo y las lluvias monzónicas, por lo que los recursos hídricos de Delhi están indirectamente ligados a los ciclos hidrológicos de la cordillera.
La geografía de Delhi ha desempeñado un papel crucial en la configuración de su forma urbana.  El terreno llano ha facilitado la expansión de la ciudad, mientras que la presencia del Yamuna ha influido en sus pautas de desarrollo.  La disponibilidad de tierras fértiles ha favorecido la agricultura en los alrededores, contribuyendo a la actividad económica de la región.

### Clima

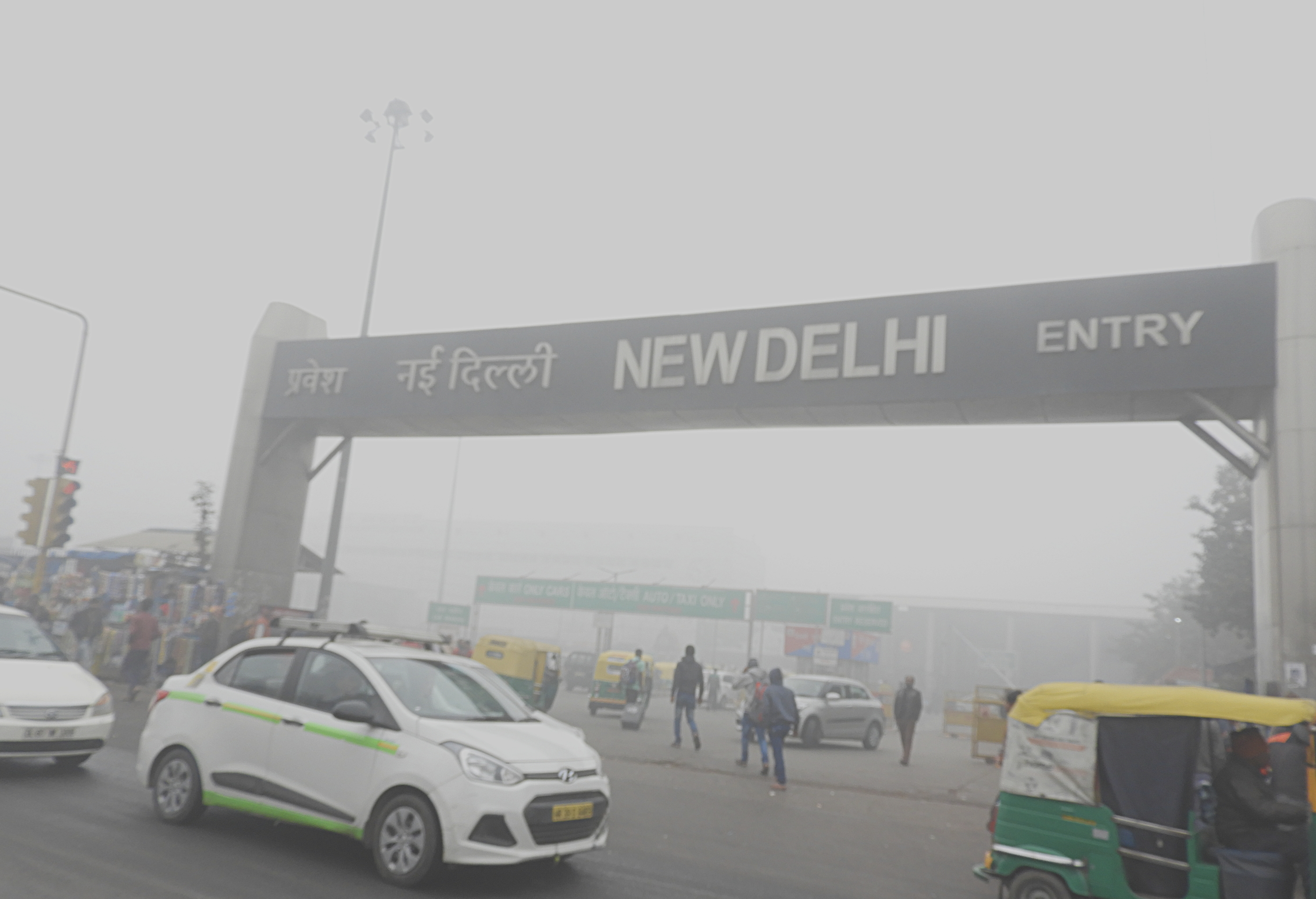
Poca visibilidad debido al Esmog en la estación de Nueva Delhi

El clima es monzónico característico del sureste asiático aunque algo más seco y del tipo subtropical subhúmedo (Cwa o Cwg). Tiene una estación húmeda, el verano, desde finales de junio hasta finales de septiembre y una seca más larga que dura el resto del año. Los meses más lluviosos son julio y agosto, el resto del año las lluvias son escasas y ocasionales con abundantes días de sol con nieblas y humos procedentes de la contaminación atmosférica. Las nevadas son escasas y muy raras. Las temperaturas son suaves en invierno aunque contrastadas entre el día y la noche al no haber apenas nubosidad. Las temperaturas más altas se dan en los meses de primavera, al no haber apenas precipitaciones (abril, mayo y junio) superando casi todos los días los 37 °C pudiendo rozar los 45 °C. El verano es cálido aunque no tanto como la primavera, el otoño como el invierno es más suave.
| Parámetros climáticos promedio de New Delhi (Safdarjung) 1971–2000             | Parámetros climáticos promedio de New Delhi (Safdarjung) 1971–2000 | Parámetros climáticos promedio de New Delhi (Safdarjung) 1971–2000 | Parámetros climáticos promedio de New Delhi (Safdarjung) 1971–2000 | Parámetros climáticos promedio de New Delhi (Safdarjung) 1971–2000 | Parámetros climáticos promedio de New Delhi (Safdarjung) 1971–2000 | Parámetros climáticos promedio de New Delhi (Safdarjung) 1971–2000 | Parámetros climáticos promedio de New Delhi (Safdarjung) 1971–2000 | Parámetros climáticos promedio de New Delhi (Safdarjung) 1971–2000 | Parámetros climáticos promedio de New Delhi (Safdarjung) 1971–2000 | Parámetros climáticos promedio de New Delhi (Safdarjung) 1971–2000 | Parámetros climáticos promedio de New Delhi (Safdarjung) 1971–2000 | Parámetros climáticos promedio de New Delhi (Safdarjung) 1971–2000 | Parámetros climáticos promedio de New Delhi (Safdarjung) 1971–2000 |
| Mes                                                                            | Ene.                                                               | Feb.                                                               | Mar.                                                               | Abr.                                                               | May.                                                               | Jun.                                                               | Jul.                                                               | Ago.                                                               | Sep.                                                               | Oct.                                                               | Nov.                                                               | Dic.                                                               | Anual                                                              |
| ------------------------------------------------------------------------------ | ------------------------------------------------------------------ | ------------------------------------------------------------------ | ------------------------------------------------------------------ | ------------------------------------------------------------------ | ------------------------------------------------------------------ | ------------------------------------------------------------------ | ------------------------------------------------------------------ | ------------------------------------------------------------------ | ------------------------------------------------------------------ | ------------------------------------------------------------------ | ------------------------------------------------------------------ | ------------------------------------------------------------------ | ------------------------------------------------------------------ |
| Temp. máx. abs. (°C)                                                           | 31.0                                                               | 35.7                                                               | 41.3                                                               | 45.3                                                               | 48.4                                                               | 47.6                                                               | 45.7                                                               | 43.2                                                               | 40.8                                                               | 39.6                                                               | 36.4                                                               | 30.0                                                               | 48.4                                                               |
| Temp. máx. media (°C)                                                          | 20.8                                                               | 23.6                                                               | 29.2                                                               | 36.0                                                               | 39.5                                                               | 39.0                                                               | 34.9                                                               | 33.6                                                               | 34.1                                                               | 32.9                                                               | 28.2                                                               | 22.9                                                               | 31.2                                                               |
| Temp. media (°C)                                                               | 14.3                                                               | 16.8                                                               | 22.3                                                               | 28.8                                                               | 32.5                                                               | 33.4                                                               | 30.8                                                               | 30.0                                                               | 29.5                                                               | 26.3                                                               | 20.8                                                               | 15.7                                                               | 25.1                                                               |
| Temp. mín. media (°C)                                                          | 7.6                                                                | 10.2                                                               | 15.3                                                               | 21.3                                                               | 25.9                                                               | 27.9                                                               | 27.0                                                               | 26.4                                                               | 24.8                                                               | 19.4                                                               | 13.0                                                               | 8.4                                                                | 18.9                                                               |
| Temp. mín. abs. (°C)                                                           | -2.2                                                               | -1.6                                                               | 3.4                                                                | 8.6                                                                | 14.6                                                               | 19.8                                                               | 17.8                                                               | 20.2                                                               | 13.6                                                               | 9.9                                                                | 2.1                                                                | -1.3                                                               | -2.2                                                               |
| Lluvias (mm)                                                                   | 20.8                                                               | 19.7                                                               | 13.5                                                               | 11.4                                                               | 22.7                                                               | 77.4                                                               | 214.2                                                              | 253.4                                                              | 120.9                                                              | 17.3                                                               | 3.7                                                                | 9.4                                                                | 784.4                                                              |
| Días de precipitaciones (≥ 1 mm)                                               | 1.7                                                                | 2.5                                                                | 2.5                                                                | 2.0                                                                | 2.8                                                                | 5.5                                                                | 13.0                                                               | 12.1                                                               | 5.7                                                                | 1.7                                                                | 0.6                                                                | 1.6                                                                | 51.7                                                               |
| Horas de sol                                                                   | 214.6                                                              | 216.1                                                              | 239.1                                                              | 261.0                                                              | 263.1                                                              | 196.5                                                              | 165.9                                                              | 177.0                                                              | 219.0                                                              | 269.3                                                              | 247.2                                                              | 215.8                                                              | 2684.6                                                             |
| Humedad relativa (%)                                                           | 63                                                                 | 55                                                                 | 47                                                                 | 34                                                                 | 33                                                                 | 46                                                                 | 70                                                                 | 73                                                                 | 62                                                                 | 52                                                                 | 55                                                                 | 62                                                                 | 54                                                                 |
| Fuente n.º 1: India Meteorological Department (record high and low up to 2010) |                                                                    |                                                                    |                                                                    |                                                                    |                                                                    |                                                                    |                                                                    |                                                                    |                                                                    |                                                                    |                                                                    |                                                                    |                                                                    |
| Fuente n.º 2: NOAA (extremes, sun and humidity, 1971-1990)                     |                                                                    |                                                                    |                                                                    |                                                                    |                                                                    |                                                                    |                                                                    |                                                                    |                                                                    |                                                                    |                                                                    |                                                                    |                                                                    |

### Problemas medioambientales
En Nueva Delhi el aire en 2022 ha llegado a exceder diez veces los niveles internacionales de contaminación aceptable, causando la clausura de innumerables prestaciones. En la encuesta anual sobre calidad de vida de Mercer de 2015, Nueva Delhi ocupa el puesto 154 de 230 ciudades debido a la mala calidad del aire y la contaminación. La Organización Mundial de la Salud clasificó a Nueva Delhi como la ciudad más contaminada del mundo en 2014 entre unas 1600 ciudades que la organización rastreó en todo el mundo. En 2016, la Agencia de Protección Ambiental de Estados Unidos clasificó a Nueva Delhi como la ciudad más contaminada de la Tierra. e IQAir clasificó a Nueva Delhi como la capital más contaminada del mundo por segundo año consecutivo en el año 2019.
En un intento de disminuir la contaminación atmosférica en Nueva Delhi, que empeora durante el invierno, el gobierno de Delhi anunció en diciembre de 2015 un plan temporal de viajes en días alternos para los coches que utilizaran el sistema de matrículas pares e impares. Además, los camiones solo podían entrar en la capital india a partir de las 23:00 horas, dos horas más tarde que la restricción existente. Estaba previsto que el plan de restricción de la circulación se aplicara a modo de prueba a partir del 1 de enero de 2016 durante un periodo inicial de 15 días. La restricción estaba en vigor entre las 8 de la mañana y las 8 de la tarde, y el tráfico no estaba restringido los domingos. El servicio de transporte público se incrementó durante el periodo de restricción.
El 16 de diciembre de 2015, el Tribunal Supremo de la India ordenó varias restricciones en el sistema de transporte de Delhi para frenar la contaminación. Entre las medidas, el tribunal ordenó detener las matriculaciones de vehículos diésel y vehículos utilitarios deportivos con una cilindrada igual o superior a 2.000 cc hasta el 31 de marzo de 2016. El tribunal también ordenó que todos los taxis de la región de Delhi se pasen al gas natural comprimido antes del 1 de marzo de 2016. Se prohibió la entrada en la capital a los vehículos de transporte de más de 10 años.
El análisis de los datos de velocidad de los vehículos en tiempo real de Uber Delhi reveló que, durante el programa de pares e impares, la velocidad media aumentó un 5,4% (2,8 desviaciones estándar de lo normal), lo que resulta estadísticamente significativo. Esto significa que los vehículos tienen menos tiempo al ralentí en el tráfico y que los motores de los vehículos funcionarían más cerca del consumo mínimo de combustible. En las zonas limítrofes, se registraron niveles de PM 2,5 superiores a 400 μg/m³, mientras que en las zonas interiores de Delhi se registraron entre 150 y 210 de media. Sin embargo, la subciudad de Dwarka, situada en el distrito suroeste, tiene un nivel de contaminación atmosférica sustancialmente bajo. En el campus de la Universidad NSIT, situado en el sector 3 de Dwarka, los niveles de contaminación eran tan bajos como 93 PPM.
El 7 de noviembre de 2017, la Asociación Médica de la India declaró una emergencia de salud pública debido a los altos niveles de contaminación, siendo los más altos en el distrito de Punjabi Bagh, con un índice de calidad del aire de 999, y en el distrito de RK Puram, con un índice de 852. El índice más bajo se registró en el distrito de Anand Vihar con un índice de 319. Se registraron niveles de PM2,5 de 710 μg/m³, más de 11 veces el límite de seguridad de la Organización Mundial de la Salud.
En un estudio de 2018, se determinó que Nueva Delhi era la capital más contaminada de 61 capitales de todo el mundo. En diciembre de 2019, el IIT de Bombay, en colaboración con la Escuela de Ingeniería McKelvey de la Universidad de Washington en San Luis, puso en marcha el Centro de Investigación de Aerosoles y Calidad del Aire para estudiar la contaminación del aire en Nueva Delhi, entre otras ciudades indias. Durante el cierre por pandemia COVID-19 en la India, la calidad del agua de las cuencas de los ríos Yamuna y Ganges ha mejorado, ya que las industrias están cerradas debido al cierre. La calidad del aire también ha mejorado significativamente durante el cierre. El 5 de noviembre de 2020, Nueva Delhi registró su día más tóxico en un año, ya que la concentración de partículas venenosas PM2,5 se registró en 14 veces el límite seguro de la OMS.

### Geología
Nueva Delhi, la capital de la India, está situada en la llanura indogangética, una vasta y fértil región formada por la deposición de aluviones de los ríos del Himalaya.  La geología subyacente de Delhi se caracteriza principalmente por sedimentos cuaternarios y terciarios, que recubren un complejo basamento precámbrico.  Este entorno geológico ha influido en la topografía de la ciudad, los tipos de suelo y la vulnerabilidad a la actividad sísmica.
Los sedimentos cuaternarios, los depósitos geológicos más recientes, consisten principalmente en aluviones -una mezcla de arcilla, limo, arena y grava- depositados por el río Yamuna y sus afluentes.  Estos sedimentos forman la capa superficial de gran parte de Delhi, proporcionando suelos fértiles que han sustentado la agricultura durante siglos.  Su espesor varía por toda la ciudad, alcanzando profundidades considerables en algunas zonas.
Bajo el aluvión cuaternario se encuentran los sedimentos terciarios, formados principalmente por arenisca, limolita y arcilla.  Estos sedimentos, formados durante el periodo Terciario (hace aproximadamente entre 66 y 2,6 millones de años), representan fases anteriores de deposición por antiguos sistemas fluviales.  Están expuestos en algunas zonas, sobre todo a lo largo de las crestas y partes elevadas de la ciudad.
El basamento precámbrico, la formación geológica más antigua, subyace a los sedimentos terciarios y cuaternarios.  Este basamento está formado por rocas metamórficas e ígneas, como cuarcita, esquisto y granito, que se formaron durante la Era Precámbrica (hace más de 540 millones de años).  Estas rocas rara vez están expuestas en la superficie en Delhi, pero se encuentran en profundidad en perforaciones y excavaciones.
La cordillera de Aravalli, una antigua cadena montañosa, se extiende por el oeste de Delhi.  Las rocas de la cordillera Aravalli en Delhi consisten principalmente en cuarcita y otras rocas metamórficas, que forman cordilleras bajas que atraviesan la ciudad.  Estas crestas, aunque no muy altas, proporcionan cierto relieve topográfico e influyen en los patrones de drenaje locales.
La estructura geológica de Delhi es relativamente simple, con las capas sedimentarias generalmente horizontales.  Sin embargo, en la región se han producido fallas y una actividad tectónica menor, lo que ha contribuido a la vulnerabilidad sísmica de la zona.  Delhi se encuentra en una zona sísmica moderada y ha sufrido terremotos en el pasado.
Los suelos de Delhi proceden en gran medida de la meteorización del aluvión cuaternario subyacente.  Estos suelos aluviales son generalmente fértiles y adecuados para la agricultura.  Sin embargo, la urbanización y la construcción han cubierto grandes extensiones de estos suelos, reduciendo su disponibilidad para el uso agrícola dentro de los límites de la ciudad.
Comprender la geología de Delhi es crucial para diversos fines, como la planificación urbana, el desarrollo de infraestructuras y la evaluación de riesgos.  El conocimiento de los tipos de suelo, las condiciones del subsuelo y la vulnerabilidad sísmica es esencial para la construcción de edificios, carreteras y otras infraestructuras.  Las investigaciones geológicas también son importantes para gestionar los recursos hídricos subterráneos y mitigar los riesgos asociados a los peligros naturales.

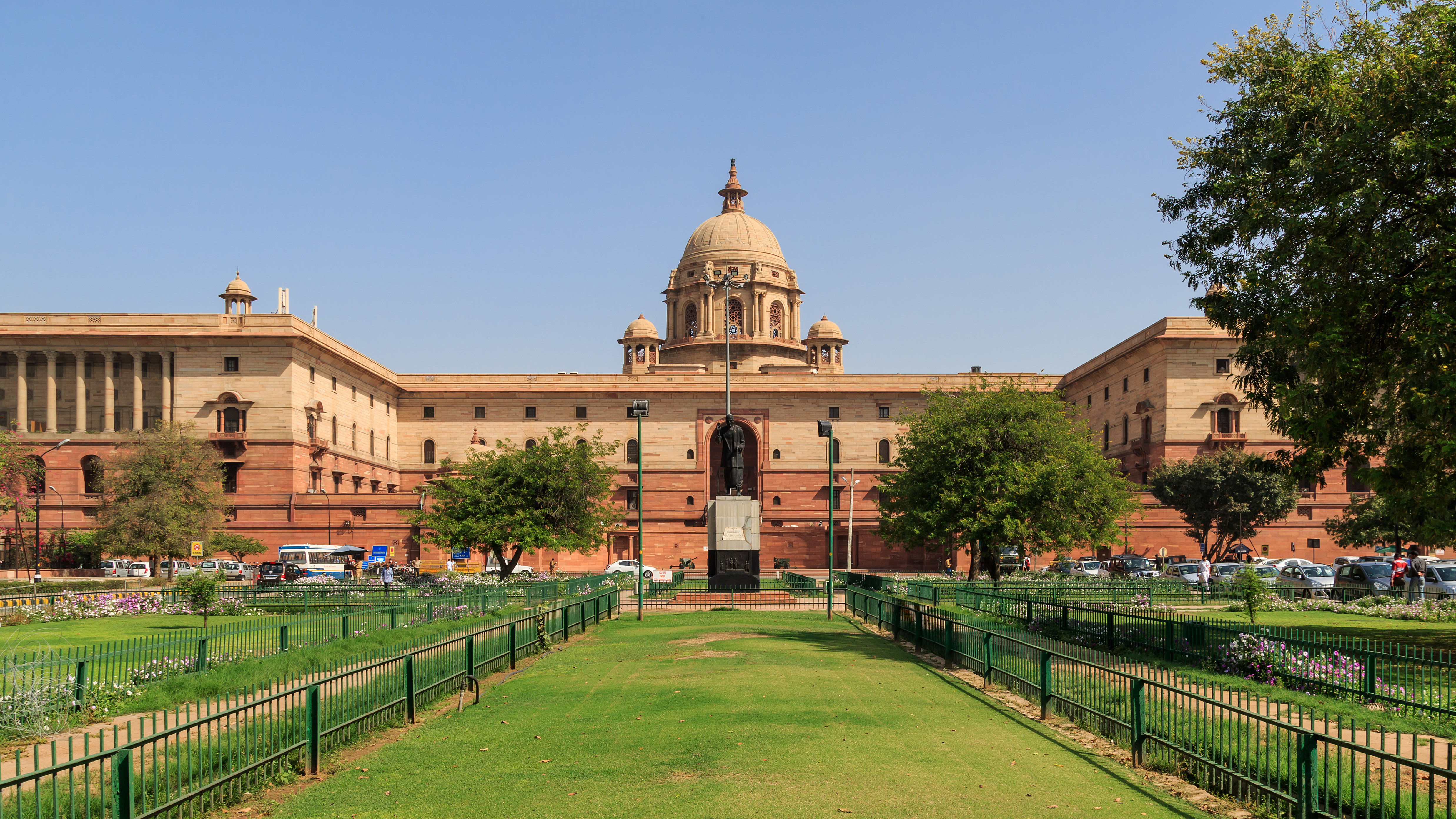
El edificio de la Secretaría alberga los Ministerios de Defensa, Hacienda, Interior y Asuntos Exteriores. También alberga el despacho del primer ministro de la India

## Política y Gobierno
La capital nacional de India, Nueva Delhi está administrado conjuntamente por el gobierno federal de la India y el Gobierno local de Delhi, es también la capital de la NCT de Delhi.
A partir de 2005, la estructura de gobierno de la Nueva Delhi el Ayuntamiento incluye un presidente, tres miembros de la Asamblea Legislativa de Nueva Delhi, dos miembros designados por el ministro Principal del Territorio de la Capital Nacional de Delhi (NCT) y cinco miembros designados por el gobierno central.
El jefe de Estado de Delhi es el Teniente Gobernador del Union Territory of Delhi, nombrado por el presidente de la India con el asesoramiento de la Administración central y el puesto es en gran parte ceremonial, como el primer ministro del Union Territory of Delhi es el jefe de Gobierno y está investido de la mayor parte de los poderes ejecutivos. 
De acuerdo con la Constitución de la India, si una ley aprobada por la asamblea legislativa de Nueva Delhi es incompatible con cualquier ley aprobada por el Parlamento de la India, la ley promulgada por el parlamento prevalece sobre la ley aprobada por la asamblea.
Nueva Delhi está regido por un gobierno municipal, conocido como el consejo municipal de Nueva Delhi (NDMC). Otras áreas urbanas de la metrópoli de Delhi son administradas por la corporación municipal de Delhi (MCD). Sin embargo, toda la metrópolis de Deli se conoce comúnmente como Nueva Delhi, en contraste con la vieja Delhi.

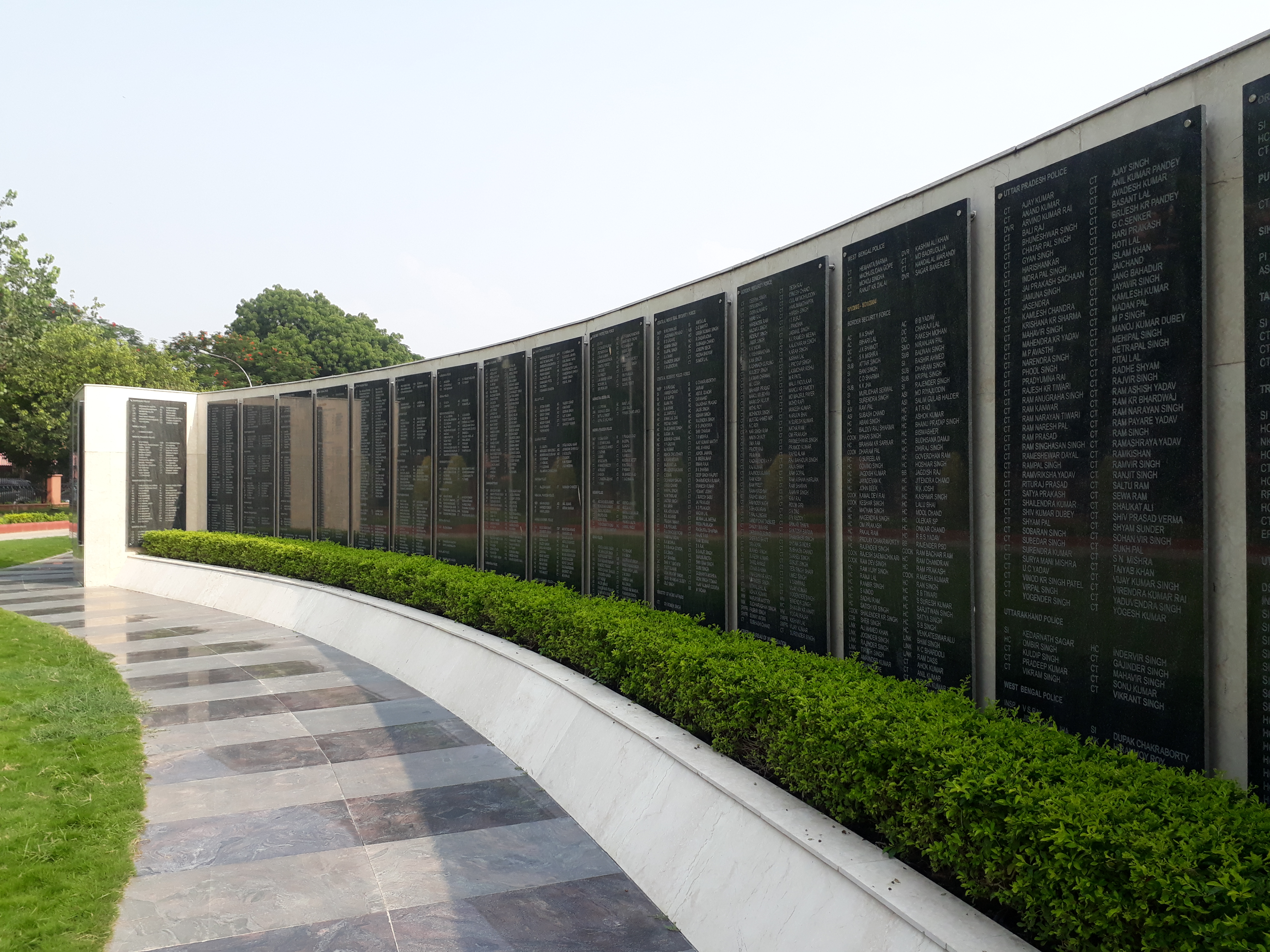
Monumento a la Policía Nacional en Nueva Delhi

### Policía
La Policía de Delhi (PD) es el organismo encargado de hacer cumplir la ley en el Territorio de la Capital Nacional de Delhi. La Policía de Delhi depende del Ministerio del Interior del Gobierno de la India. En 2024, la Policía de Delhi contaba con 83.762 efectivos (incluidos los batallones I.R.), lo que la convierte en una de las fuerzas policiales metropolitanas más grandes del mundo. Aproximadamente el 25% de los efectivos de la Policía de Delhi se destinan a la seguridad de personalidades.
La Policía de Delhi tiene su origen en un pequeño cuerpo de seguridad, creado en 1854, bajo la asistencia del Residente Británico en las Cortes Imperiales Mogoles. En 1861, tras la aprobación de la Ley de Policía de la India, la Policía de Delhi siguió formando parte de la Policía del Punjab hasta la independencia de la India en 1947.
En 1948, la Policía de Delhi fue reestructurada. El Sr. D.W. Mehra se convirtió en el primer jefe de la Policía de Delhi. En 1951, la Policía de Delhi contaba con unos 8.000 efectivos, un Inspector General de Policía (IGP) y ocho Superintendentes de Policía (SP). En 1956 se creó el puesto de Inspector General Adjunto de Policía. En 1961, la policía de Delhi contaba con más de 12.000 efectivos.
En 1966, la Policía de Delhi se reorganizó sobre la base del Informe de la Comisión Khosla. Se crearon cuatro distritos policiales: Norte, Centro, Sur y Nueva Delhi. En 1978, se aprobó la Ley de la Policía de Delhi y se introdujo el sistema de comisarios con efecto a partir del 1 de julio de 1978.

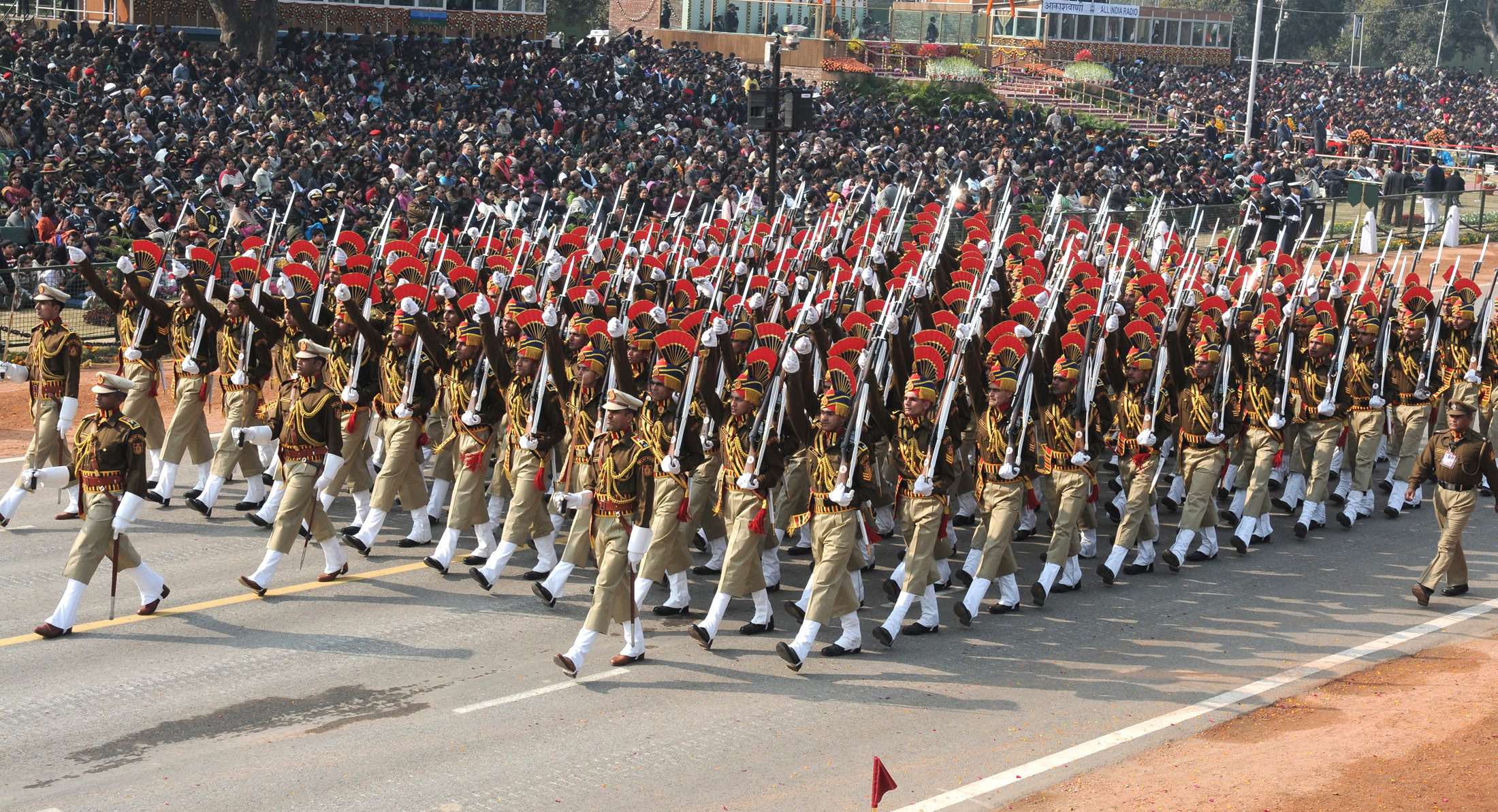
Un contingente de la Policía de Delhi

J.N. Chaturvedi, con rango de IGP, fue el primer Comisario de la Policía de Delhi desde octubre de 1978 hasta enero de 1980.
A raíz de la Sexta Comisión Central de Retribuciones, el Gobierno de la UPA decidió en 2008 que los ascensos de los agentes del Servicio de Policía de la India, incluso los de rango superior, tuvieran una duración determinada. En la actualidad, los funcionarios del Servicio de Policía de la India son ascendidos con arreglo a un calendario fijo, más o menos independiente de los requisitos funcionales o del ámbito de responsabilidad, hasta el nivel de Inspector General de Policía, a intervalos de 4, 9, 13, 14 y 18 años de servicio, Los ascensos sujetos a un calendario, en gran parte no funcionales, a los altos rangos, además de aumentar la carga sobre el presupuesto policial, han convertido a la Policía de Delhi en un cuerpo sobrecargado, lento y difícil de manejar. 
La Policía de Delhi, que tuvo un Inspector General (IG) hasta enero de 1980, tiene ahora 12 oficiales con rangos superiores a los IGP. Se denominan comisarios y comisarios especiales, y pertenecen a los grados HAG y a los grados salariales superiores. Además, la policía de Delhi, en lugar de un IGP, tiene varias docenas de IGP, ya que todo el mundo llega a ser IGP tras cumplir 18 años de servicio. Las funciones y responsabilidades de los nuevos IGP no difieren de las de los DIG y los Superintendentes de Policía (SP) anteriores a la década de 1980
A fecha de enero de 2019, la Policía de Delhi cuenta con 2 Zonas Policiales, 6 Rangos Policiales, 15 Distritos Policiales, 66 Subdivisiones Policiales con 178 Comisarías «territoriales». Aparte de esto, hay 7 estaciones de Policía Ferroviaria, 16 estaciones de Policía de Metro Rail y 5 unidades especializadas en delitos declaradas como Comisarías de Policía, a saber, el Ala de Delitos Económicos, la Subdivisión de Delitos, la Célula Especial, la Unidad de Policía Especial para Mujeres y Niños (SPUWAC) y Vigilancia.

## Demografía
De acuerdo con el censo de 2011 Nueva Delhi tiene una población de 249 998 habitantes. El mismo censo da para el Territorio Nacional Capitalino de Delhi, del cual Nueva Delhi forma parte, una población de 14,1 millones convirtiéndola en la segunda área metropolitana más grande de la India después de Bombay. En aquel momento había una media de 821 mujeres por cada mil hombres y un alfabetismo es de 81,82 %.

### Religión
| Religión en Nueva Delhi 2018                                                                      |
| ------------------------------------------------------------------------------------------------- |
|                                                                                                   |
| Hinduismo (82,4%) Islam (8,7%) Budismo (4,5%) Otras (2,8%) Cristianos (1,5%) No religiosos (0,1%) |

El hinduismo es la religión del 86,8 % de la población de Nueva Delhi. También hay grandes comunidades de musulmanes (6,3 %), cuya mezquita principal de la capital es Jama Masjid, los sijs (2,4 %), caracterizados por ser una religión relativamente joven donde el ejercicio de ésta se resumen en la palabra hospitalidad, ofrecen sus depedencias Gurdwara Bangla Sahib, una de las principales en la capital, para acoger aquellos quienes necesiten cobijo. Después están los jainistas (1,1 %) y cristianos (0,9 %) en Delhi. Otras minorías incluyen los parsis, budistas y los judíos.
Nueva Delhi, la capital de la India, es un vibrante tapiz de creencias que refleja la rica diversidad religiosa del país.  Aunque el hinduismo es la religión mayoritaria, la ciudad alberga poblaciones significativas de musulmanes, sijs, cristianos, jainistas, budistas y seguidores de otras creencias, así como un número creciente de personas que se identifican como no religiosas. Este pluralismo religioso contribuye significativamente al paisaje cultural de Delhi, configurando sus tradiciones, festivales y dinámica social.
El hinduismo, con su variado panteón de dioses y diosas, numerosos rituales y tradiciones filosóficas, está profundamente entretejido en el tejido cultural de Delhi.  Numerosos templos, antiguos y modernos, salpican el paisaje de la ciudad y sirven como centros de culto, reuniones comunitarias y expresión cultural.  Los principales festivales hindúes, como Diwali, Holi y Navratri, se celebran con gran entusiasmo en toda la ciudad.

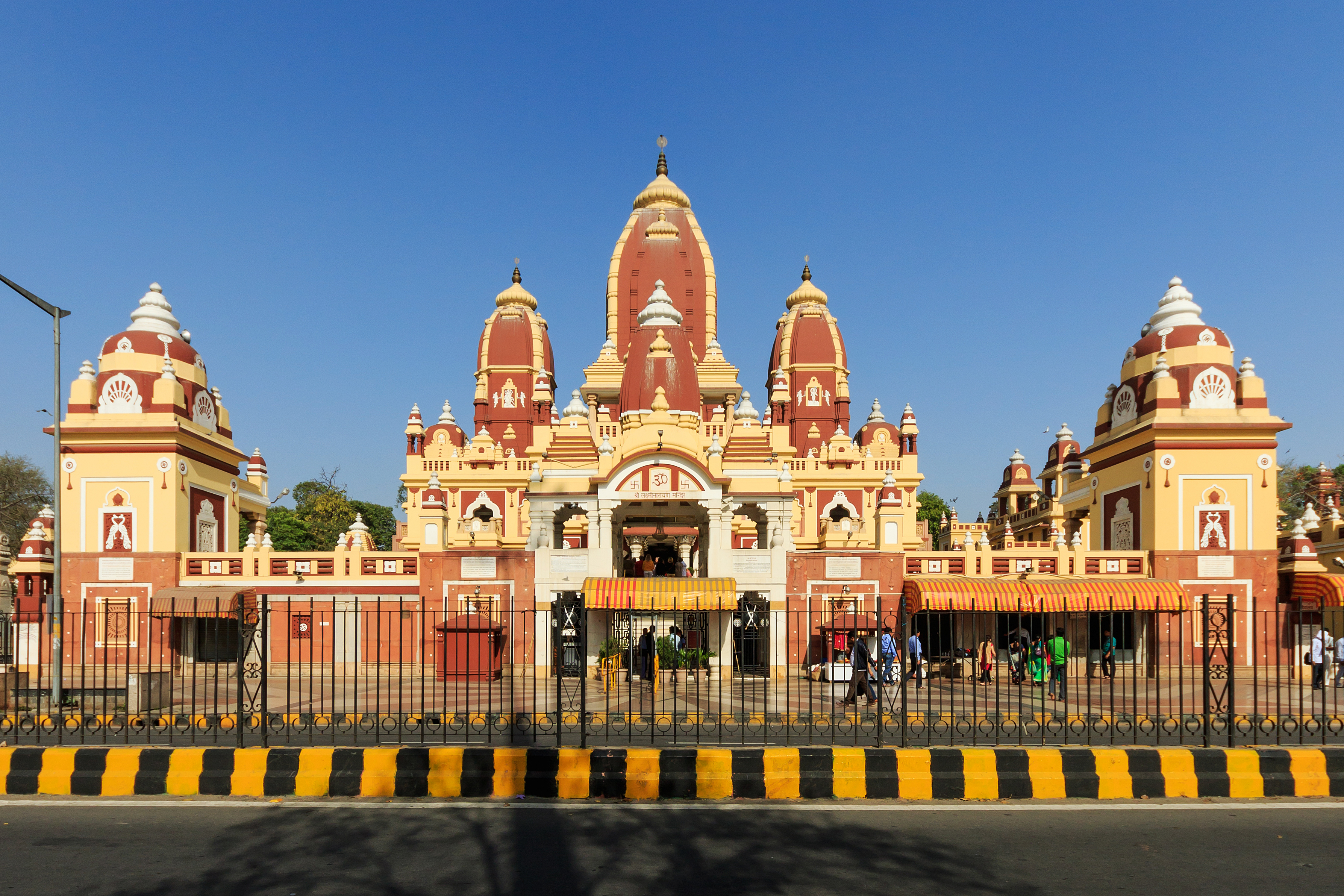
Templo hindú en Nueva Delhi

El Islam tiene una larga y significativa historia en Delhi, que se remonta al sultanato de Delhi y al imperio mogol.  La ciudad alberga numerosas mezquitas, entre ellas la histórica Jama Masjid, una de las mayores de la India.  Los musulmanes constituyen una importante minoría en Delhi, lo que contribuye a la diversidad cultural y culinaria de la ciudad.  Las tradiciones y festivales islámicos, como el Eid, son parte integrante del tejido cultural de Delhi.
El sijismo, originario de la región del Punjab, tiene una fuerte presencia en Delhi.  En la ciudad hay varios gurudwaras, lugares de culto sij, entre ellos Gurudwara Bangla Sahib, un importante centro de peregrinación.  La comunidad sij desempeña un papel activo en la vida social y económica de Delhi, y los festivales sijs, como el Baisakhi, se celebran con fervor.
El cristianismo llegó a la India hace siglos, y Delhi cuenta con una comunidad cristiana pequeña pero consolidada.  En la ciudad hay iglesias de diversas confesiones, como católicos, diversas denominaciones protestantes y ortodoxos.  La comunidad cristiana de Delhi celebra la Navidad y otras fiestas cristianas.

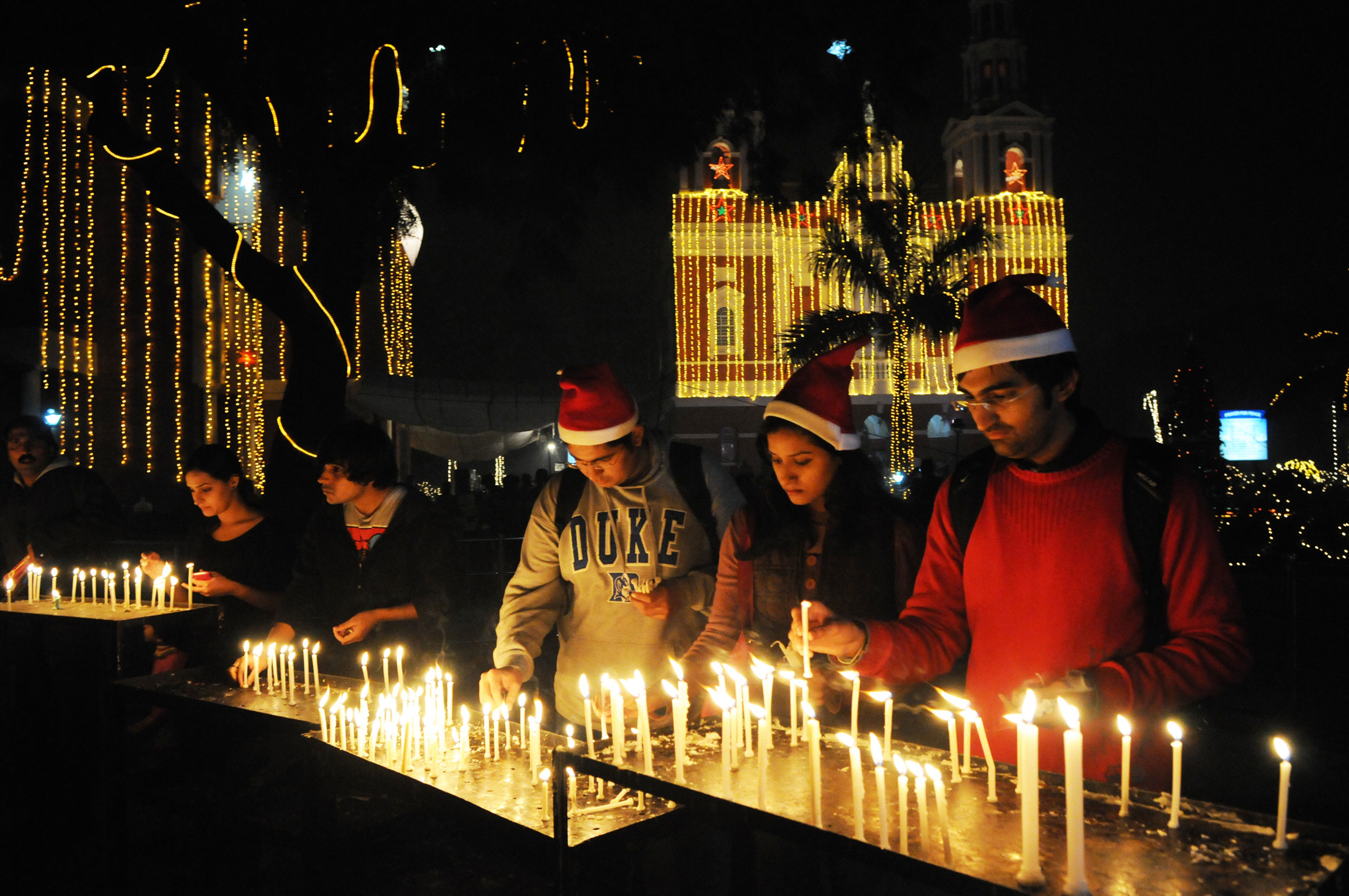
Cristianos encendiendo velas durante la Navidad en Nueva Delhi

El jainismo, una antigua religión india que hace hincapié en la no violencia, tiene una larga historia en Delhi.  En la ciudad hay varios templos e instituciones religiosas jainistas.  La comunidad jainista, aunque relativamente pequeña, contribuye a la diversidad religiosa de Delhi y promueve los principios de la no violencia y la vida ética.
El budismo, originario de la India, ha experimentado un resurgimiento en las últimas décadas.  En Delhi hay templos y centros budistas que atienden tanto a los budistas locales como a los de otras partes del mundo.  Las enseñanzas de Buda y las prácticas budistas despiertan cada vez más interés en Delhi.
La presencia de tantas religiones diferentes en Delhi crea un vibrante ambiente interconfesional.  Aunque pueden surgir tensiones ocasionales, también hay numerosas iniciativas que promueven el diálogo y la cooperación interconfesionales.  Muchas organizaciones trabajan para fomentar el entendimiento y el respeto entre las distintas comunidades religiosas, contribuyendo así a la armonía social en la ciudad.

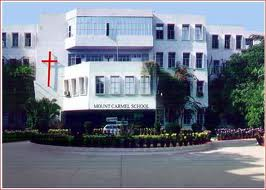
Escuela del Monte Carmelo

### Educación
Nueva Delhi, como capital de la India y gran centro metropolitano, presume de un sistema educativo diverso y extenso que atiende a una vasta población.  El panorama educativo de la ciudad abarca una amplia gama de instituciones, desde escuelas preescolares hasta universidades y centros de investigación especializados.  Tanto las instituciones públicas como las privadas contribuyen al tejido educativo de Delhi, ofreciendo diversos planes de estudios y atendiendo a distintos entornos socioeconómicos.
La educación primaria en Delhi se imparte principalmente en centros públicos y privados.  Las escuelas públicas, a menudo afiliadas a la Corporación Municipal de Delhi (MCD) o al gobierno de Delhi, tienen como objetivo proporcionar educación gratuita y obligatoria a todos los niños.  Las escuelas privadas, más frecuentes en las zonas urbanas, ofrecen planes de estudios variados y suelen atender a familias que buscan enfoques educativos específicos.

Escuela de Planificación y Arquitectura de Nueva Delhi

La educación secundaria en Delhi sigue un modelo similar, con centros públicos y privados que imparten enseñanza hasta el nivel de secundaria superior.  Los estudiantes suelen elegir ramas como ciencias, comercio o humanidades en la secundaria superior, que les preparan para cursar estudios universitarios.  El Consejo Central de Educación Secundaria (CBSE) y el Consejo de Exámenes de Certificados Escolares de la India (CISCE) son dos importantes organismos que realizan exámenes para estudiantes de secundaria y bachillerato.
La educación superior en Delhi atrae a estudiantes de toda la India y de otros países.  La ciudad alberga varias universidades de prestigio, como la Universidad de Delhi, la Universidad Jawaharlal Nehru, Jamia Millia Islamia y el Instituto Indio de Tecnología de Delhi.  Estas universidades ofrecen una amplia gama de programas de licenciatura, posgrado y doctorado en diversas disciplinas, que atraen a los mejores estudiantes y fomentan la investigación y la innovación.
La educación técnica y profesional es también una parte importante del sistema educativo de Delhi.  Institutos como la Universidad Tecnológica de Delhi y varios politécnicos ofrecen cursos de ingeniería, tecnología y otros campos profesionales, dotando a los estudiantes de habilidades prácticas para el empleo.  Estas instituciones desempeñan un papel crucial para satisfacer la demanda de profesionales cualificados en la creciente economía de la ciudad.
Además de las instituciones educativas formales, Delhi cuenta con un próspero ecosistema de centros de preparación y servicios de tutoría.  Estos centros atienden a estudiantes que preparan oposiciones para acceder a cursos profesionales y empleos públicos.  La presencia de estos centros de preparación refleja la gran demanda de educación de calidad y la naturaleza competitiva del sistema educativo indio.
El sistema educativo de Delhi sigue presentando problemas, como las disparidades en el acceso a una educación de calidad entre los distintos grupos socioeconómicos y regiones de la ciudad.  Se están realizando esfuerzos para mejorar las infraestructuras de las escuelas públicas, mejorar la formación del profesorado y ofrecer becas y ayudas económicas a los estudiantes de entornos desfavorecidos.  Garantizar un acceso equitativo a una educación de calidad para todos los niños y jóvenes de Delhi es una prioridad permanente.
El gobierno de Delhi y varias organizaciones no gubernamentales (ONG) participan activamente en la mejora del sector educativo de la ciudad.  Las iniciativas se centran en aumentar las tasas de matriculación, reducir los índices de abandono, mejorar los resultados del aprendizaje y promover la educación inclusiva para los niños con discapacidades.  La colaboración entre el gobierno, las instituciones privadas y las ONG es crucial para abordar los complejos retos a los que se enfrenta el sistema educativo de Delhi y garantizar un futuro mejor para sus jóvenes.

### Sanidad
Nueva Delhi, metrópolis en expansión y capital de la India, se enfrenta a importantes retos a la hora de proporcionar una asistencia sanitaria adecuada y accesible a su numerosa y diversa población.  El sistema sanitario de la ciudad es una compleja mezcla de instituciones públicas y privadas, desde grandes hospitales públicos a pequeñas clínicas y consultas privadas.  Aunque se han hecho avances en infraestructuras y tecnología médicas, persisten las disparidades en el acceso, la asequibilidad y la calidad de la atención.   
La asistencia sanitaria pública en Delhi se presta principalmente en hospitales públicos y centros de atención primaria.  Estas instituciones están pensadas para atender a la población en general, sobre todo a la de nivel socioeconómico bajo.  Sin embargo, los hospitales públicos se enfrentan a menudo a problemas como el hacinamiento, los largos tiempos de espera y la escasez de personal y recursos.  Aunque ofrecen tratamiento subvencionado o gratuito, la calidad de la atención puede variar, y el acceso a servicios especializados puede ser limitado.   
La sanidad privada desempeña un papel importante en el panorama sanitario de Delhi.  Los hospitales y clínicas privados ofrecen una gama más amplia de servicios, a menudo con citas más fácilmente disponibles y atención especializada.  Sin embargo, la sanidad privada suele ser más cara, lo que la hace menos accesible para las personas con medios económicos limitados.  El coste de los tratamientos privados puede ser un obstáculo importante para muchos residentes.   
El acceso a la asistencia sanitaria en Delhi está desigualmente distribuido.  Las zonas urbanas suelen tener mejor acceso a los centros sanitarios que las rurales o periurbanas.  Las disparidades socioeconómicas también influyen, ya que las personas más ricas tienen más acceso a una atención de calidad que las de los grupos con menos ingresos.  Hacer frente a estas desigualdades es un reto importante para los responsables políticos.

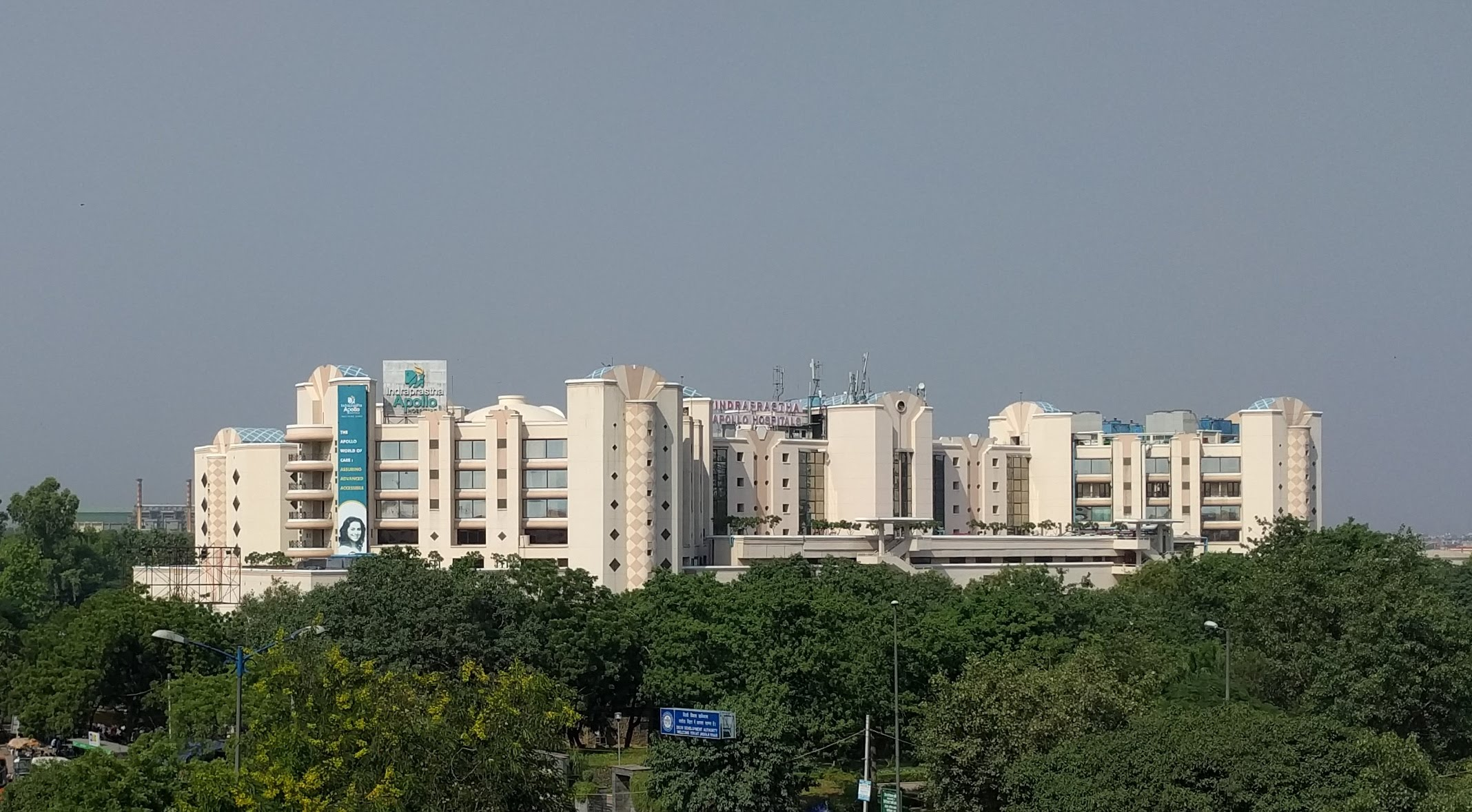
El Hospital Apollo de Nueva Delhi

Delhi se enfrenta a una doble carga de morbilidad, ya que tanto las enfermedades transmisibles como las no transmisibles plantean importantes problemas de salud pública.  Las enfermedades transmisibles, como el dengue, la malaria y la tuberculosis, siguen siendo prevalentes, sobre todo en zonas densamente pobladas con un saneamiento deficiente.  Las enfermedades no transmisibles, como las cardiovasculares, la diabetes y el cáncer, también están aumentando, impulsadas por cambios en el estilo de vida y factores medioambientales.
La contaminación atmosférica es uno de los principales problemas de salud pública en Delhi.  La calidad del aire de la ciudad alcanza a menudo niveles peligrosos, lo que contribuye a enfermedades respiratorias, problemas cardiovasculares y otros problemas de salud.  La contaminación atmosférica supone una grave amenaza para la salud y el bienestar de los habitantes de Delhi, por lo que se requieren esfuerzos integrales y sostenidos para mitigar su impacto.   
La salud mental es otro motivo de creciente preocupación en Delhi.  Aunque la concienciación sobre los problemas de salud mental es cada vez mayor, el acceso a los servicios de salud mental sigue siendo limitado.  El estigma asociado a las enfermedades mentales también puede impedir que las personas busquen ayuda.  Abordar las necesidades de salud mental de la población requiere una mayor inversión en servicios de salud mental y esfuerzos para reducir el estigma.   

El gobierno de Delhi y varias organizaciones no gubernamentales (ONG) trabajan para mejorar el acceso y la calidad de la atención sanitaria en la ciudad.  Las iniciativas se centran en reforzar las infraestructuras de salud pública, aumentar el número de profesionales sanitarios, promover la atención sanitaria preventiva y concienciar sobre los problemas de salud.  La colaboración entre el gobierno, el sector privado y las ONG es esencial para abordar los complejos retos sanitarios a los que se enfrenta Delhi y garantizar mejores resultados sanitarios para todos sus habitantes.

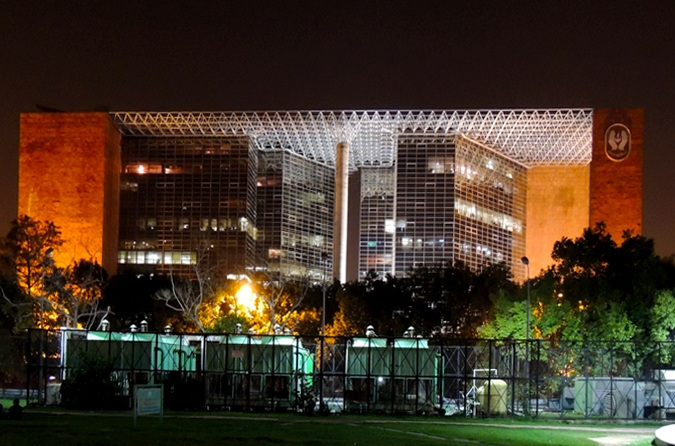
Un complejo de oficinas en Nueva Delhi

## Economía
Connaught Place, uno de los más grandes centros comerciales y financieros del norte de la India se encuentra en la parte norte de Nueva Delhi. El gobierno y sector cuasi gubernamental son los principales empleadores en la ciudad. El sector de servicios en la ciudad se ha ampliado debido en parte a la gran cantidad de personal cualificado de habla inglesa, que ha atraído a muchas empresas multinacionales. Las industrias clave de servicios incluyen tecnología de la información, telecomunicaciones, hoteles, bancos, medios de comunicación y el turismo.
El informe mundial de la riqueza en 2011 clasifica la actividad económica de la ciudad en el puesto 39, pero en general la capital se ubicó en el 37, por encima de ciudades como Yakarta y Johannesburgo.
El gobierno de la capital nacional no da ninguna cifra económica específicamente para Nueva Delhi, pero publica un informe oficial económico anual sobre la metrópoli de Delhi. Según el Economic Survey of Delhi, la metrópoli cuenta con un producto interno (SDP) de 83 085 millones de rupias (para el año 2004-05) y un ingreso per cápita de 53 976 rupias ($ 1 200). En el año 2008-09 Nueva Delhi tenía un ingreso per cápita de ₹ 16 886 ($ 2 595). Creció un 16,2 % hasta alcanzar los ₹ 35 814 ($ 3 018) en 2009-10.
El ingreso per cápita de Nueva Deli (en PPA) en el año fiscal 2009-10 era de 6 860 dólares, convirtiéndose en una de las ciudades más ricas de la India. El sector terciario aporta el 78,4 % del producto interno bruto de Delhi, seguido de los sectores secundario y primario con un 20,2 % y un 1,4 % respectivamente.
El producto estatal bruto (GSDP) de Deli a precios corrientes para el año 2011-12 se ha estimado en 3,13 millones de rupias, que supone un incremento del 18,7 por ciento con respecto al ejercicio anterior.

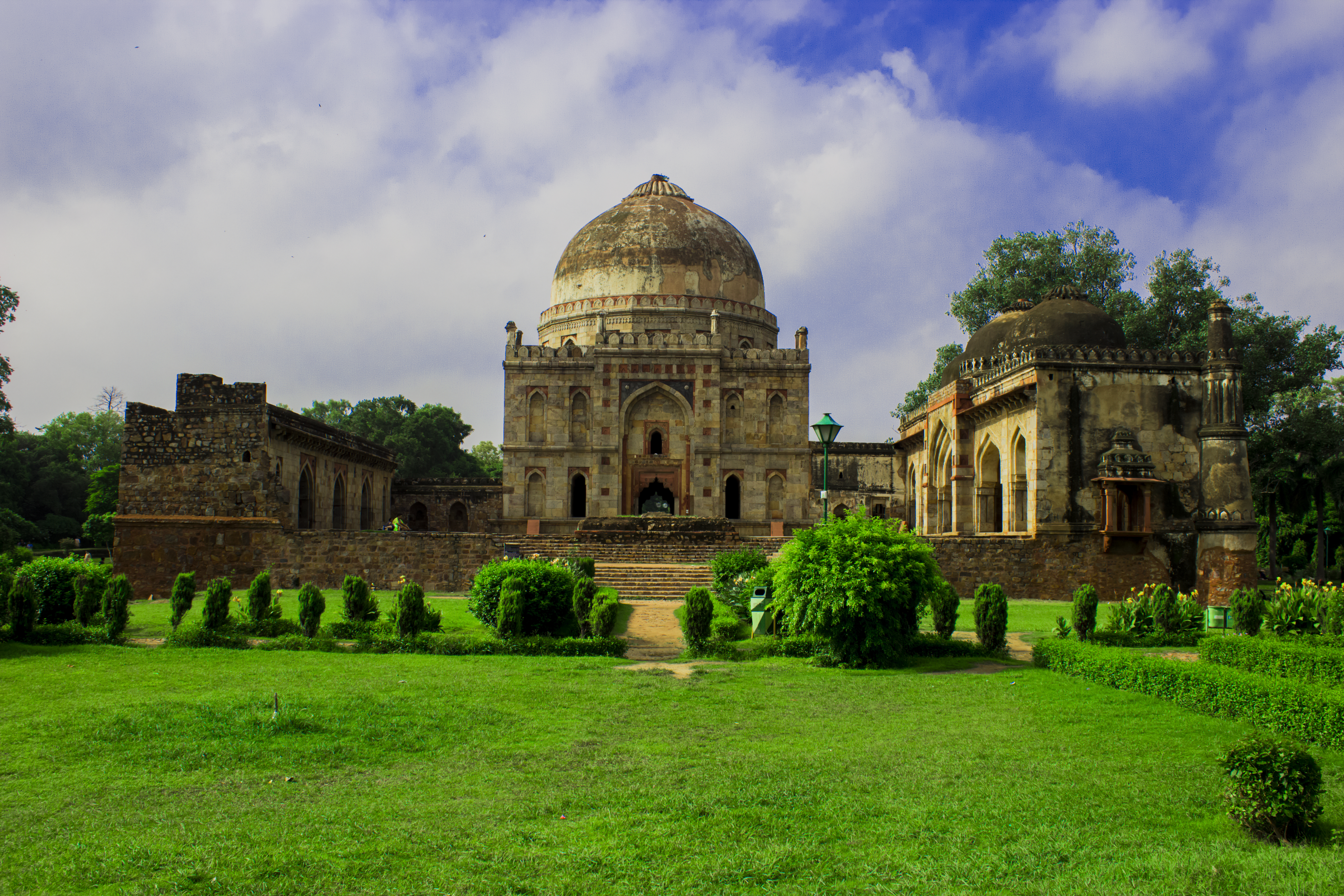
Los Jardines de Lodi y las ruinas de la Mezquita de Bara Gumbad

### Turismo
Nueva Delhi, la capital de la India, es un importante destino turístico que atrae a visitantes por su rico patrimonio histórico, sus diversas atracciones culturales y su vibrante vida contemporánea.  El sector turístico de la ciudad desempeña un papel crucial en su economía, contribuyendo al empleo, la generación de ingresos y la promoción del intercambio cultural.  Un amplio abanico de atracciones satisface diversos intereses, desde monumentos históricos y lugares religiosos hasta bulliciosos mercados y modernas opciones de ocio.   
El turismo histórico constituye la piedra angular del atractivo de Nueva Delhi.  La ciudad cuenta con numerosos monumentos y lugares emblemáticos de diversos periodos históricos, que muestran el legado arquitectónico y cultural de los imperios que han gobernado Delhi.  Lugares declarados Patrimonio de la Humanidad por la UNESCO, como el Fuerte Rojo, un majestuoso palacio mogol, la Tumba de Humayun, precursora del Taj Mahal, y el complejo de Qutub Minar, un imponente minarete y estructuras asociadas, son excelentes ejemplos del rico pasado de la ciudad.  Estos lugares ofrecen una visión de los estilos arquitectónicos, las tradiciones artísticas y los relatos históricos de distintas épocas.   

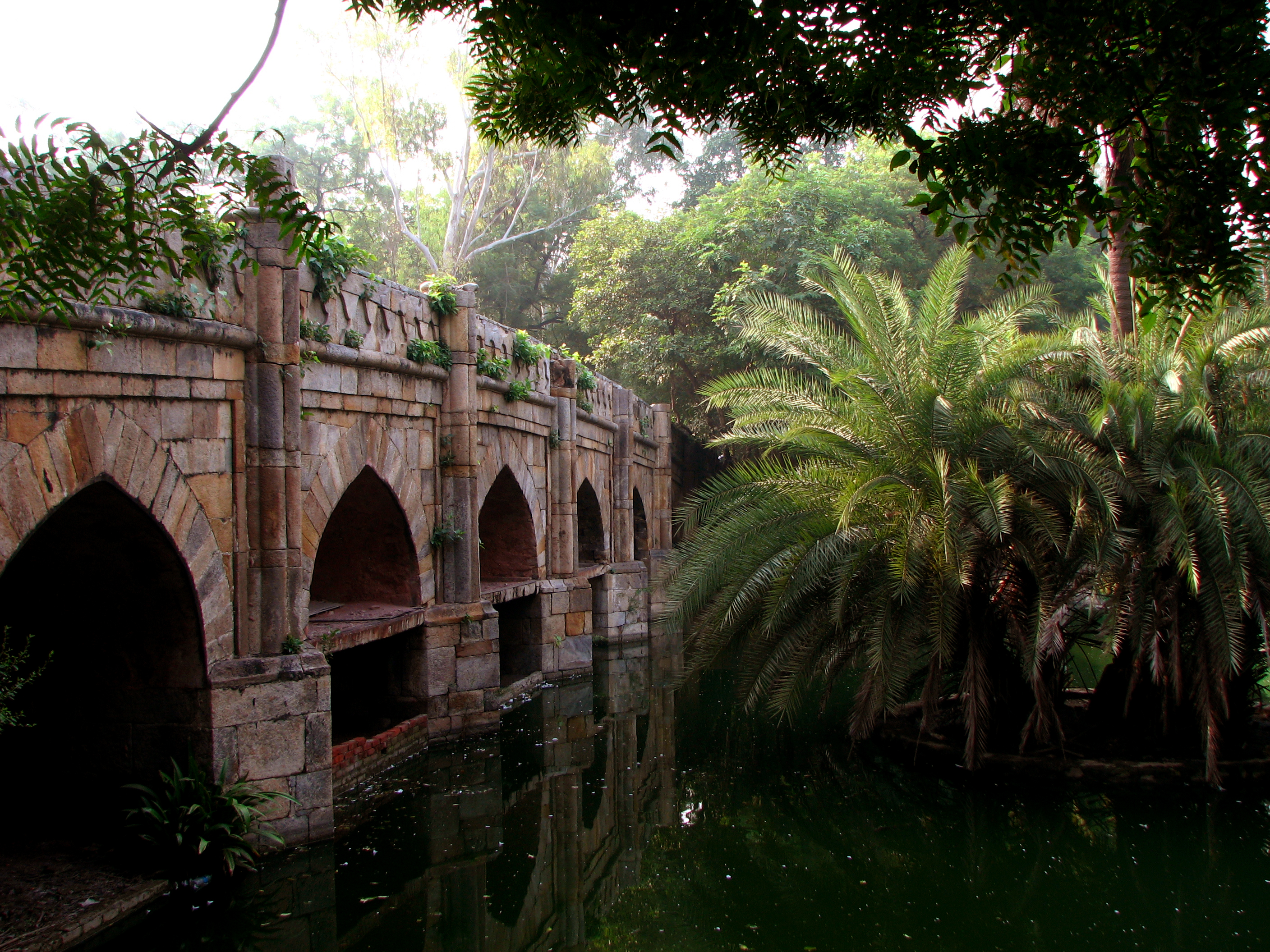
El Antiguo Puente de Lodhi

El turismo cultural es otro aspecto significativo de la industria turística de Nueva Delhi.  La diversa población de la ciudad contribuye a crear un vibrante paisaje cultural, que se refleja en sus numerosos festivales, ceremonias religiosas y expresiones artísticas.  Los visitantes pueden explorar varios lugares religiosos, como templos, mezquitas, iglesias y gurudwaras, que representan el carácter multiconfesional de la ciudad.  Los museos y galerías de arte muestran el rico patrimonio artístico de la India, desde artefactos antiguos hasta obras contemporáneas.  Las artes escénicas tradicionales, como la música y la danza, ofrecen una visión de las tradiciones culturales de la India.   
El turismo religioso atrae a un gran número de visitantes a Nueva Delhi.  Los numerosos lugares religiosos de la ciudad tienen un significado espiritual para personas de diversas creencias.  El templo Akshardham, un extenso complejo dedicado al hinduismo swaminarayan, y la Jama Masjid, una de las mezquitas más grandes de la India, son ejemplos destacados de arquitectura religiosa y destinos de peregrinación.  Estos sitios no sólo sirven como lugares de culto, sino que también atraen a turistas interesados en explorar las tradiciones religiosas y los estilos arquitectónicos.   

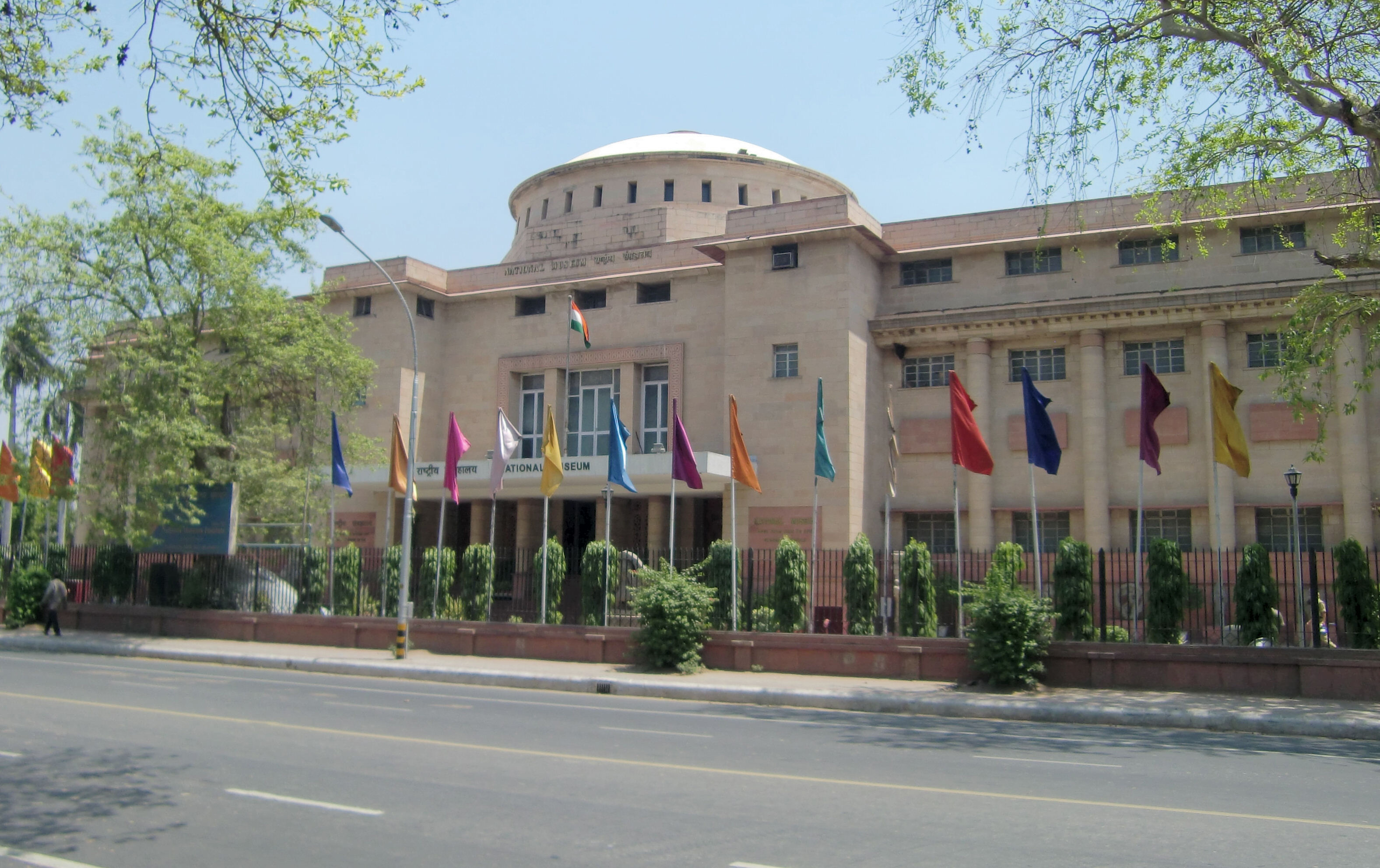
Museo nacional en Nueva Delhi

El turismo de compras es un gran atractivo para los visitantes de Nueva Delhi.  Los bulliciosos mercados de la ciudad ofrecen una amplia gama de productos, desde artesanía y textiles tradicionales hasta moda contemporánea y electrónica.  Chandni Chowk, una histórica zona de mercados, ofrece una experiencia sensorial con sus estrechas callejuelas, tiendas diversas y puestos de comida callejera.  Los modernos centros comerciales y los grandes almacenes satisfacen a quienes buscan experiencias contemporáneas.   
El turismo culinario se reconoce cada vez más como un componente importante de la oferta turística de Nueva Delhi.  El variado panorama culinario de la ciudad refleja su población multicultural y ofrece una amplia gama de cocinas, desde platos tradicionales indios hasta sabores internacionales.  La comida callejera es una atracción especialmente popular, con vendedores que ofrecen una gran variedad de delicias locales.  Los restaurantes y cafés se adaptan a diversos gustos y presupuestos, proporcionando una rica experiencia culinaria a los visitantes.   

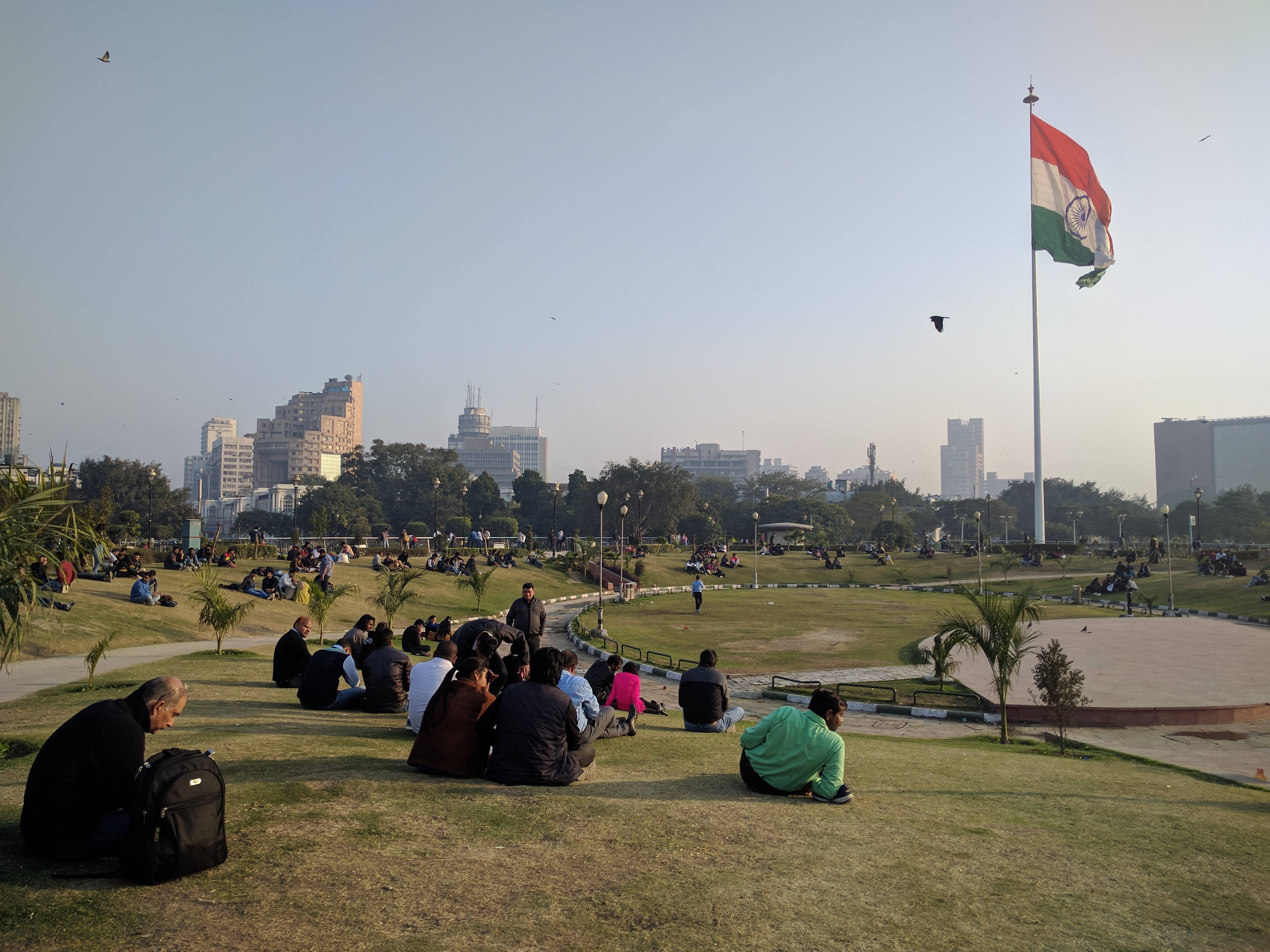
Parque Central en Nueva Delhi

Las atracciones modernas y las opciones de ocio también han cobrado cada vez más importancia a la hora de atraer turistas a Nueva Delhi.  La ciudad cuenta con modernas infraestructuras, como hoteles, restaurantes y locales de ocio de categoría mundial.  Parques temáticos, parques de atracciones y parques acuáticos ofrecen oportunidades recreativas para familias y particulares.  Estas modernas atracciones complementan la oferta histórica y cultural de la ciudad, atendiendo a un abanico más amplio de preferencias turísticas.   
El gobierno de la India y el Departamento de Turismo de Delhi han puesto en marcha varias iniciativas para promover el turismo en Nueva Delhi.  Estas iniciativas incluyen el desarrollo de infraestructuras turísticas, la mejora de la conectividad, la promoción de prácticas turísticas sostenibles y la organización de eventos culturales y festivales.  También se están realizando esfuerzos para mejorar la experiencia de los visitantes proporcionando centros de información, mejorando el transporte público y garantizando la seguridad de los turistas.

Como una de las ciudades más antiguas del mundo, Nueva Delhi mantiene cientos de monumentos. La zona histórica de la Antigua Delhi tiene varias mezquitas y fortalezas, siendo rodeada por una antigua muralla. Además de los monumentos históricos, Delhi también es sede de los edificios del gobierno de la India.

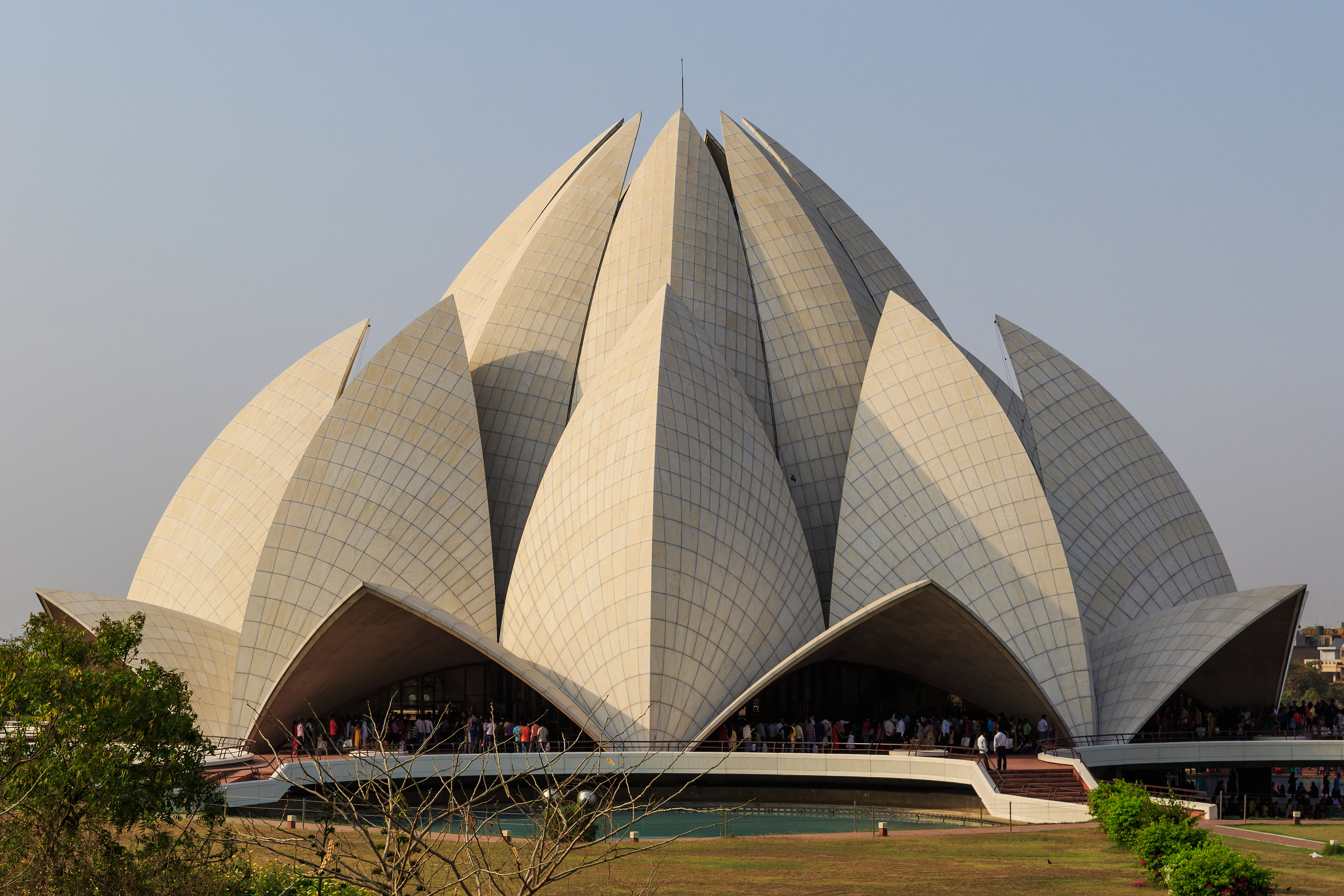
El Templo del loto, es uno de los mayores recintos religiosos Bahá'í en La India.

Los principales atractivos turísticos son:

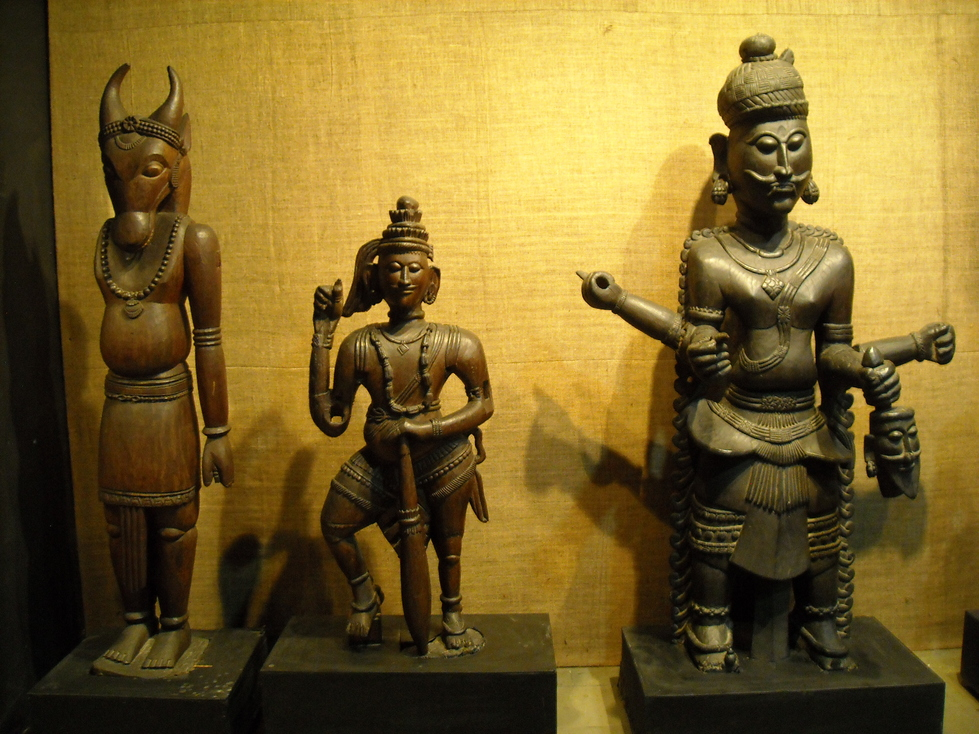
Estatuas en el Museo de Artesanía de Nueva Delhi

- Puerta de la India
- Tumba de Humayun
- Rashtrapati Bhavan
- Qutab Minar
- Akshardham
- Fuerte Rojo
- Jama Masjid
- Jantar Mantar
- Templo del Loto
- Gurdwara Bangla Sahib

## Cultura
La condición de capital de Nueva Delhi ha ampliado la importancia de acontecimientos y festividades nacionales. Acontecimientos como el Día de la República, Día de la Independencia y Gandhi Jayanti (cumpleaños de Gandhi) se celebran con gran entusiasmo en Nueva Delhi y el resto de la India. En el día de la independencia de India (el 15 de agosto) el primer ministro de India se dirige a la nación desde la Fortaleza Roja.
La mayoría de ciudadanos de Nueva Delhi celebran el día volando cometas, que son consideradas un símbolo de libertad. El Desfile del día de la República es un gran desfile cultural y militar que muestra la diversidad cultural y militar de India.
Entre los festivales religiosos se incluye el Diwali (Festival de las Luces), Durga puya, Holi, Lohri, Maha Shivaratri, Eid ul-Fitr, Eid ul-Adha y Buddha Jayanti. El Festival Qutub es un evento cultural nocturno durante el cual actúan músicos y bailarines de toda India, con el Qutub Minar como fondo. Otros eventos como el Festival de cometas voladoras, el International Mango Festival y Vasant Panchami (Festival de la primavera) tienen lugar de forma anual en Deli.

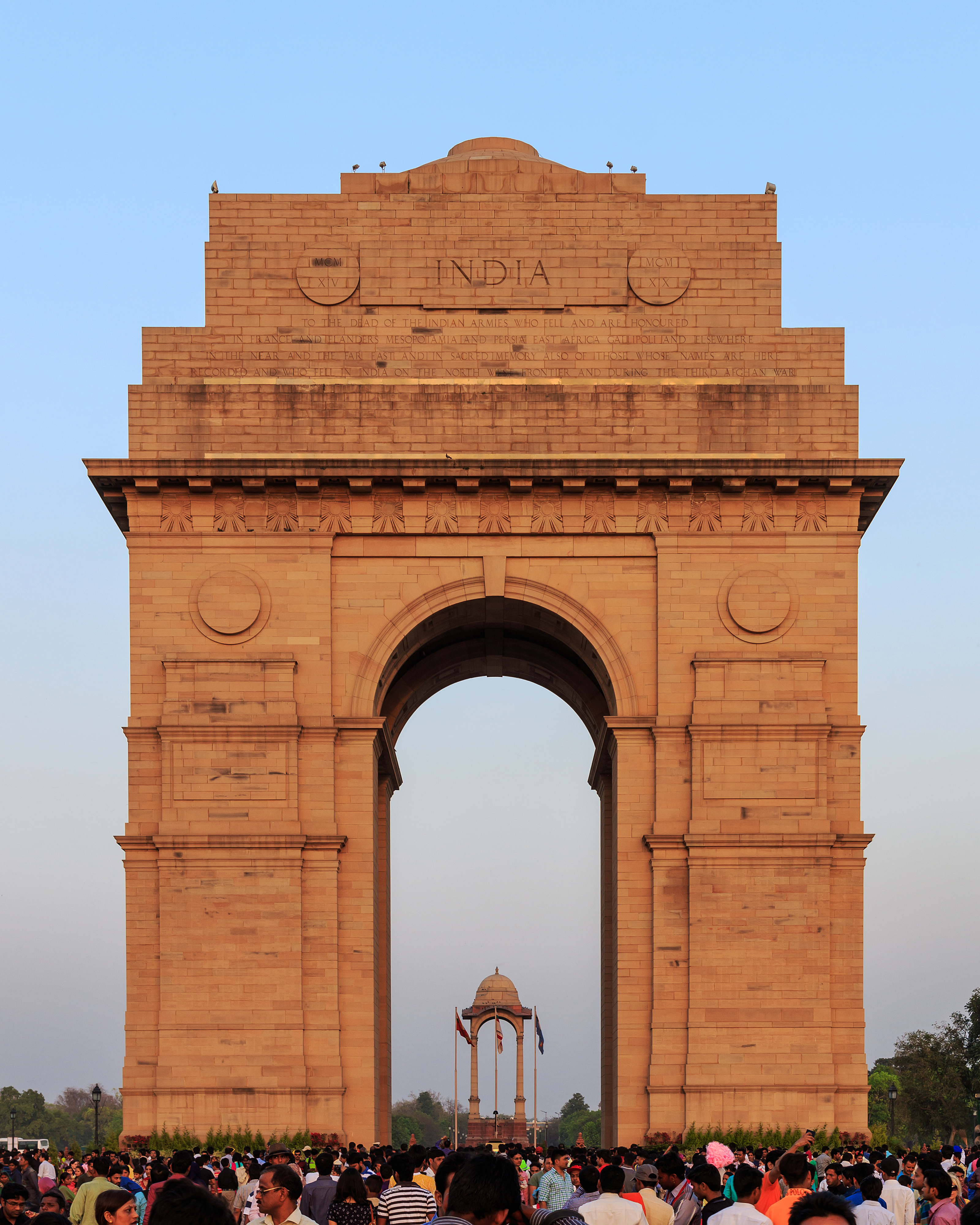
Puerta de la India en Nueva Delhi

### Arquitectura
Nueva Delhi, la capital de la India, es un fascinante tapiz de estilos arquitectónicos, reflejo de la compleja historia de la ciudad y de su condición de metrópolis moderna. Desde las grandiosas estructuras mogoles de la Vieja Delhi hasta los señoriales edificios coloniales del Raj británico y los diseños contemporáneos de la India independiente, la arquitectura de la ciudad cuenta una historia de poder, cultura y evolución artística.  Esta mezcla de influencias crea un paisaje urbano único, rico en historia y con visión de futuro.   
La época mogol dejó una huella indeleble en el patrimonio arquitectónico de Delhi.  Magníficos fuertes, como el Fuerte Rojo, declarado Patrimonio de la Humanidad por la UNESCO, y majestuosas tumbas, como la de Humayun, precursora del Taj Mahal, muestran la grandeza y la intrincada artesanía del diseño mogol.  Estas estructuras, construidas con arenisca roja y mármol, presentan elementos característicos como puertas arqueadas, intrincados trabajos de jali (celosías) y amplios jardines, que reflejan una fusión de las tradiciones arquitectónicas persa e india.  Estos monumentos mogoles no son meros hitos históricos; siguen inspirando admiración y sirven de recordatorio del rico pasado de Delhi.   
El periodo colonial británico trajo una nueva ola de estilos arquitectónicos a Delhi.  La construcción de Nueva Delhi a principios del siglo XX bajo dominio británico propició el desarrollo de impresionantes edificios que mezclaban principios arquitectónicos occidentales con motivos indios.  El Rashtrapati Bhavan (Casa del Presidente), la Casa del Parlamento y el edificio de la Secretaría son excelentes ejemplos de esta síntesis arquitectónica.  Estas estructuras, diseñadas por Edwin Lutyens y Herbert Baker, se caracterizan por su imponente escala, sus columnas clásicas y sus cúpulas, que reflejan el deseo de proyectar el poder imperial al tiempo que incorporan elementos del patrimonio arquitectónico indio.   

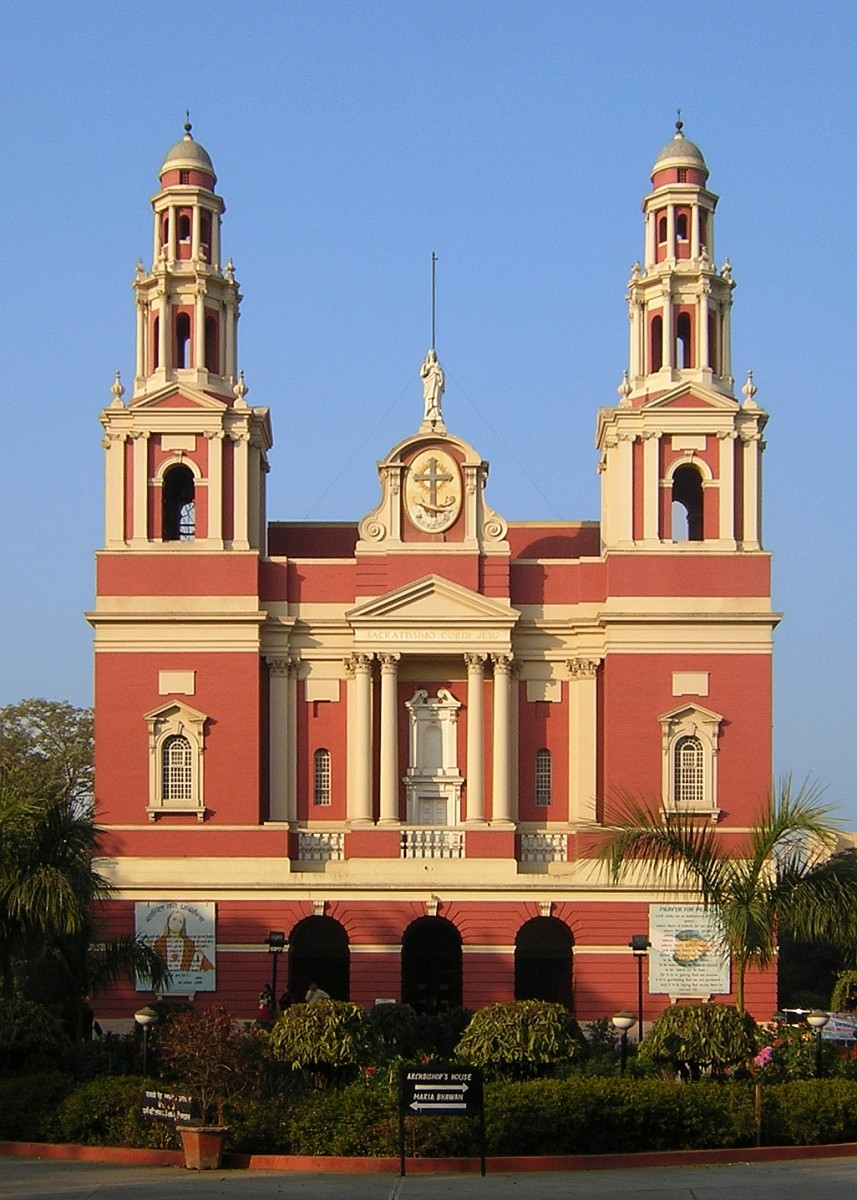
Catedral del Sagrado Corazón en Nueva Delhi

La arquitectura de la India independiente refleja diversas influencias, superando el legado colonial y adoptando estilos modernos y contemporáneos.  Los arquitectos posteriores a la independencia intentaron crear una identidad arquitectónica propia, inspirándose en la arquitectura tradicional india e incorporando materiales y técnicas modernos.  La obra de arquitectos como Charles Correa, que hizo hincapié en la arquitectura vernácula y sensible al clima, y Raj Rewal, conocido por su innovador uso del hormigón y las formas geométricas, ejemplifica este enfoque.   
La arquitectura contemporánea de Nueva Delhi sigue evolucionando, reflejando las tendencias mundiales y los avances tecnológicos.  Los edificios modernos incorporan a menudo principios de diseño sostenible, con el objetivo de minimizar el impacto ambiental y crear estructuras energéticamente eficientes.  El uso del vidrio, el acero y el hormigón prevalece en los diseños contemporáneos, creando una estética elegante y moderna.  Sin embargo, también se aprecia cada vez más la conservación de edificios históricos y la integración de elementos tradicionales en los diseños contemporáneos.   
La arquitectura de Nueva Delhi no se limita a los grandes monumentos y edificios gubernamentales.  Los diversos barrios de la ciudad también contribuyen a su tapiz arquitectónico.  La Vieja Delhi, con sus estrechas callejuelas y sus tradicionales havelis (mansiones), ofrece una visión del pasado precolonial de la ciudad.  En cambio, las colonias planificadas de Nueva Delhi presentan una mezcla de estilos de vivienda, desde búngalos a complejos de apartamentos, que reflejan la evolución del tejido social de la ciudad.   

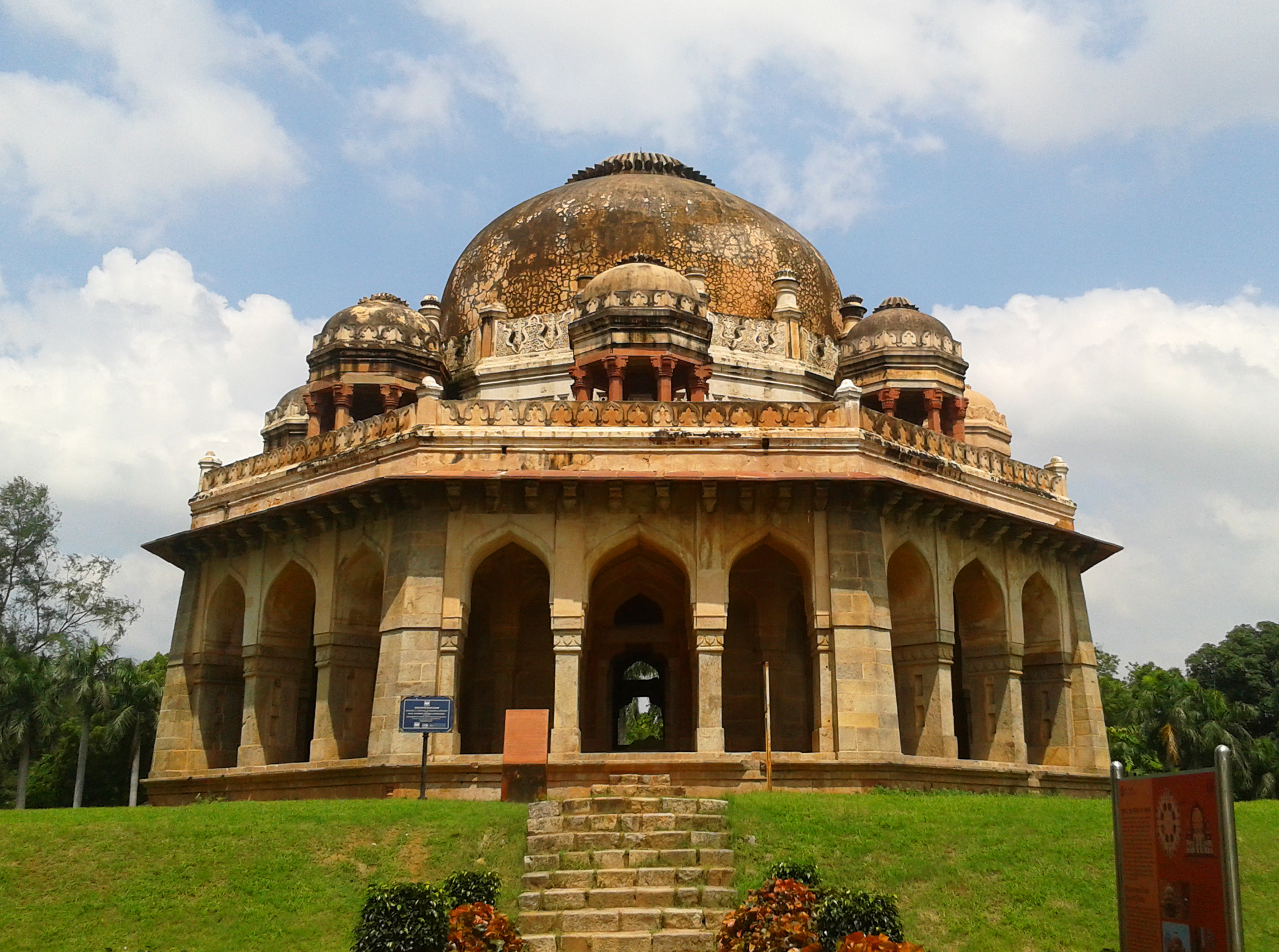
Tumba de Muhammad Shah

La rápida urbanización de Delhi ha planteado importantes retos para la planificación urbana y el desarrollo arquitectónico.  La necesidad de dar cabida a una población creciente, preservando al mismo tiempo el patrimonio arquitectónico de la ciudad y garantizando un desarrollo sostenible, es una tarea compleja.  Equilibrar las exigencias de la modernidad con la preservación de la identidad histórica es un reto permanente para los arquitectos y urbanistas de Nueva Delhi.
La arquitectura de Nueva Delhi es una cautivadora mezcla de influencias históricas y tendencias contemporáneas.  Desde la grandeza de los monumentos mogoles a los señoriales edificios coloniales y los innovadores diseños de la India independiente, la arquitectura de la ciudad cuenta una historia de su rico pasado y sus aspiraciones de futuro.  Este variado paisaje arquitectónico hace de Nueva Delhi una ciudad fascinante tanto para los entusiastas de la arquitectura como para los interesados en explorar las capas de la historia y la cultura de la India.

### Monumentos y lugares de interés

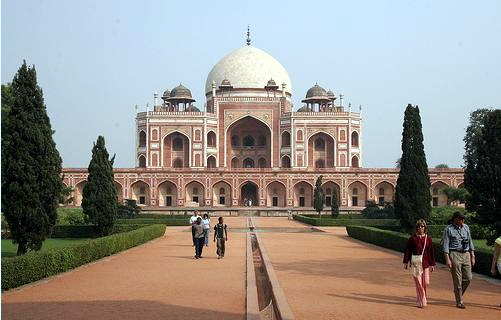
Edificio con la tumba de Humayun.

Nueva Delhi es una de las capitales del mundo con más historia y dos de sus monumentos, el Qutab Minar y la tumba de Humayun, han sido declarados Patrimonio de la Humanidad. La ciudad ofrece múltiples lugares de interés que incluyen el Rashtrapati Bhavan, antigua residencia de los virreyes británicos y actual palacio presidencial; la Puerta de la India, monumento conmemorativo erigido en honor de los soldados fallecidos durante diversas guerras; la tumba de Humayun, de la que se dice que es la precursora del conocido Taj Mahal de Agra; el Raj Ghat o monumento conmemorativo de Mahatma Gandhi; o los restos de la antigua ciudad de Purana Quila.

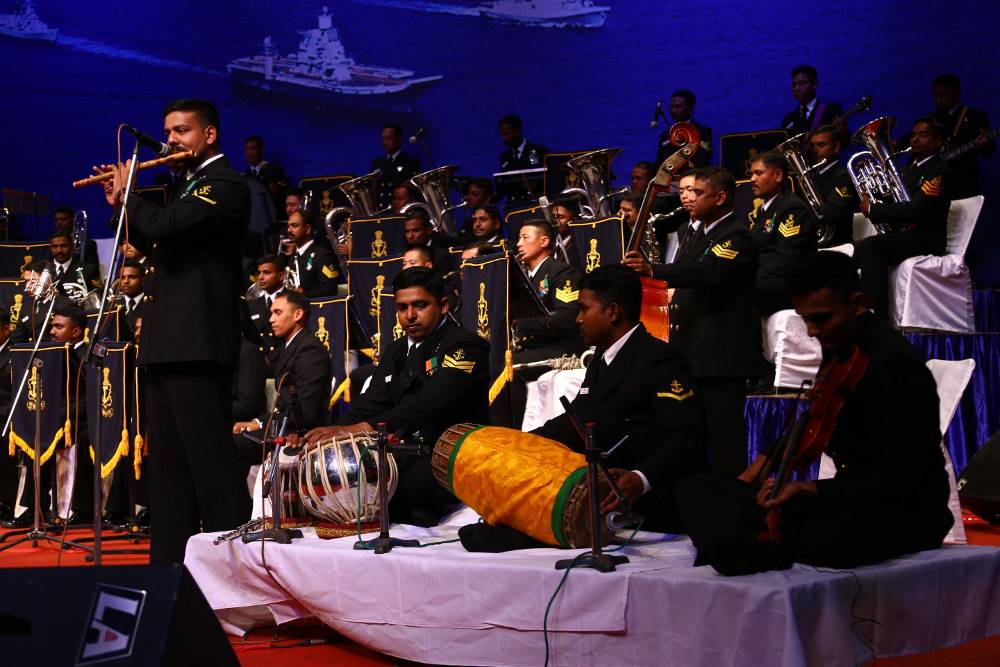
La Orquesta Sinfónica Naval de la India presentándose en Nueva Delhi

### Música
Nueva Delhi, ciudad cargada de historia y cultura, presume de una escena musical vibrante y diversa que refleja su carácter cosmopolita y su rico patrimonio artístico.  Desde los clásicos ragas indios hasta el pop contemporáneo, el panorama musical de Delhi es una mezcla dinámica de influencias tradicionales y modernas, que satisface una amplia gama de gustos y preferencias.  La ciudad es un centro neurálgico para músicos, artistas y amantes de la música, que fomenta la creatividad y la innovación en diversos géneros.   
La música clásica india, con sus intrincadas melodías, complejidades rítmicas y naturaleza improvisadora, ocupa un lugar destacado en el patrimonio musical de Delhi.  La ciudad ha sido cuna de varios músicos y gurús de renombre, que han contribuido notablemente a la conservación y promoción de la música clásica.  En varios lugares de Delhi se celebran regularmente conciertos y actuaciones de música indostaní y carnática, que atraen tanto a conocedores avezados como a quienes se inician en el género.  El legado de la música clásica sigue inspirando e influyendo en los músicos contemporáneos de la ciudad.   

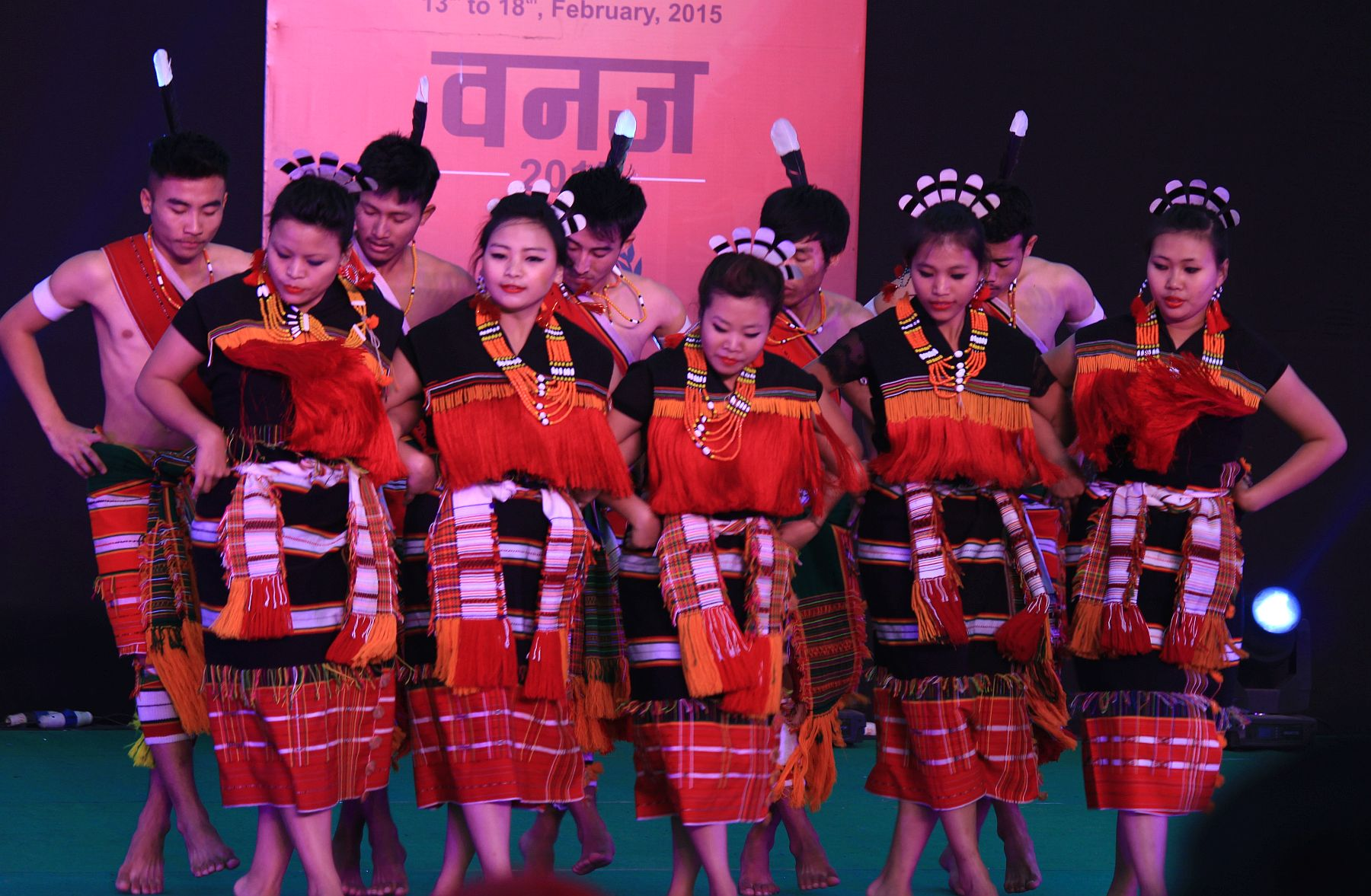
Danza Kabui Naga en el Parque Central, Connaught Place, Nueva Delhi

Más allá de la música clásica, la escena musical de Delhi abarca una amplia gama de géneros, incluida la música de Bollywood, inmensamente popular en toda la India.  Delhi cuenta con una floreciente industria musical de Bollywood, con numerosos estudios e instalaciones de grabación.  La música de Bollywood, con sus melodías pegadizas, voces melodiosas y elaboradas secuencias de baile, es parte integrante de la cultura popular india y desempeña un papel importante en la vida social de Delhi.
Los géneros musicales contemporáneos, como el pop, el rock, el hip-hop y la música electrónica, también han ganado popularidad en Delhi, sobre todo entre las generaciones más jóvenes.  La ciudad cuenta con un número creciente de bandas y músicos que experimentan con estos géneros, mezclándolos con influencias indias para crear sonidos únicos e innovadores.  Los locales de música en directo y los clubes de Delhi ofrecen plataformas para que estos artistas muestren su talento y conecten con el público.
Las tradiciones musicales folclóricas de varias regiones de la India también encuentran su expresión en Delhi.  La diversidad de la población de la ciudad trae consigo un rico tapiz de estilos musicales folclóricos que reflejan el patrimonio cultural de las distintas comunidades.  En Delhi se organizan actuaciones y festivales de música folclórica que ofrecen la oportunidad de experimentar los sonidos y ritmos auténticos de la India rural.   

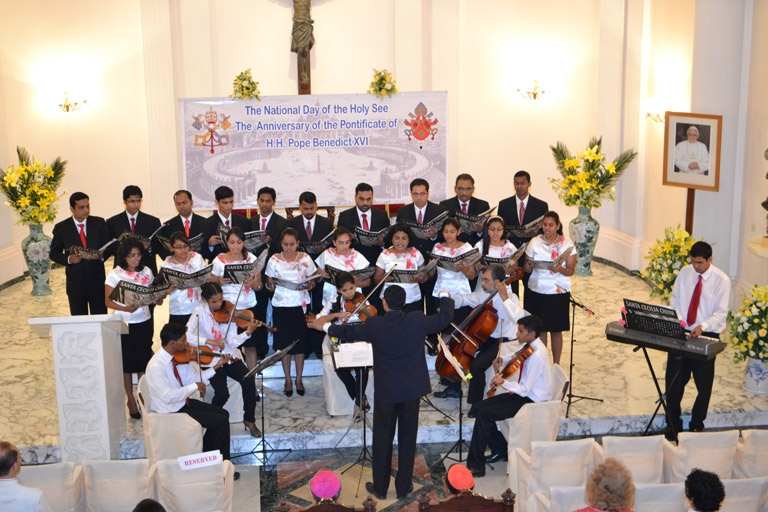
Concierto del Coro Santa Cecilia en la Nunciatura Apostólica, Nueva Delhi

La música religiosa desempeña un papel importante en la vida espiritual de Delhi.  La música devocional, como bhajans, kirtans y qawwalis, se interpreta en templos, mezquitas, gurudwaras y otros lugares de culto.  Estas tradiciones musicales son parte integrante de ceremonias y festivales religiosos, y crean una atmósfera de devoción y reflexión espiritual.   
La escena musical de Delhi evoluciona constantemente, con la aparición de nuevos géneros y estilos y la reinterpretación de tradiciones establecidas.  Los festivales de música y los actos culturales de la ciudad ofrecen plataformas para que músicos de distintas procedencias colaboren y muestren su arte.  El intercambio de ideas e influencias musicales contribuye al dinamismo y la creatividad del panorama musical de Delhi.
El futuro de la música en Delhi parece prometedor, con un número creciente de jóvenes que adoptan la música como carrera y exploran nuevas vías musicales.  El vibrante ambiente cultural de la ciudad, unido a la creciente disponibilidad de educación y formación musical, proporciona un terreno fértil para que florezca el talento musical.  La escena musical de Delhi está preparada para seguir creciendo y contribuir al panorama musical mundial.

## Deporte

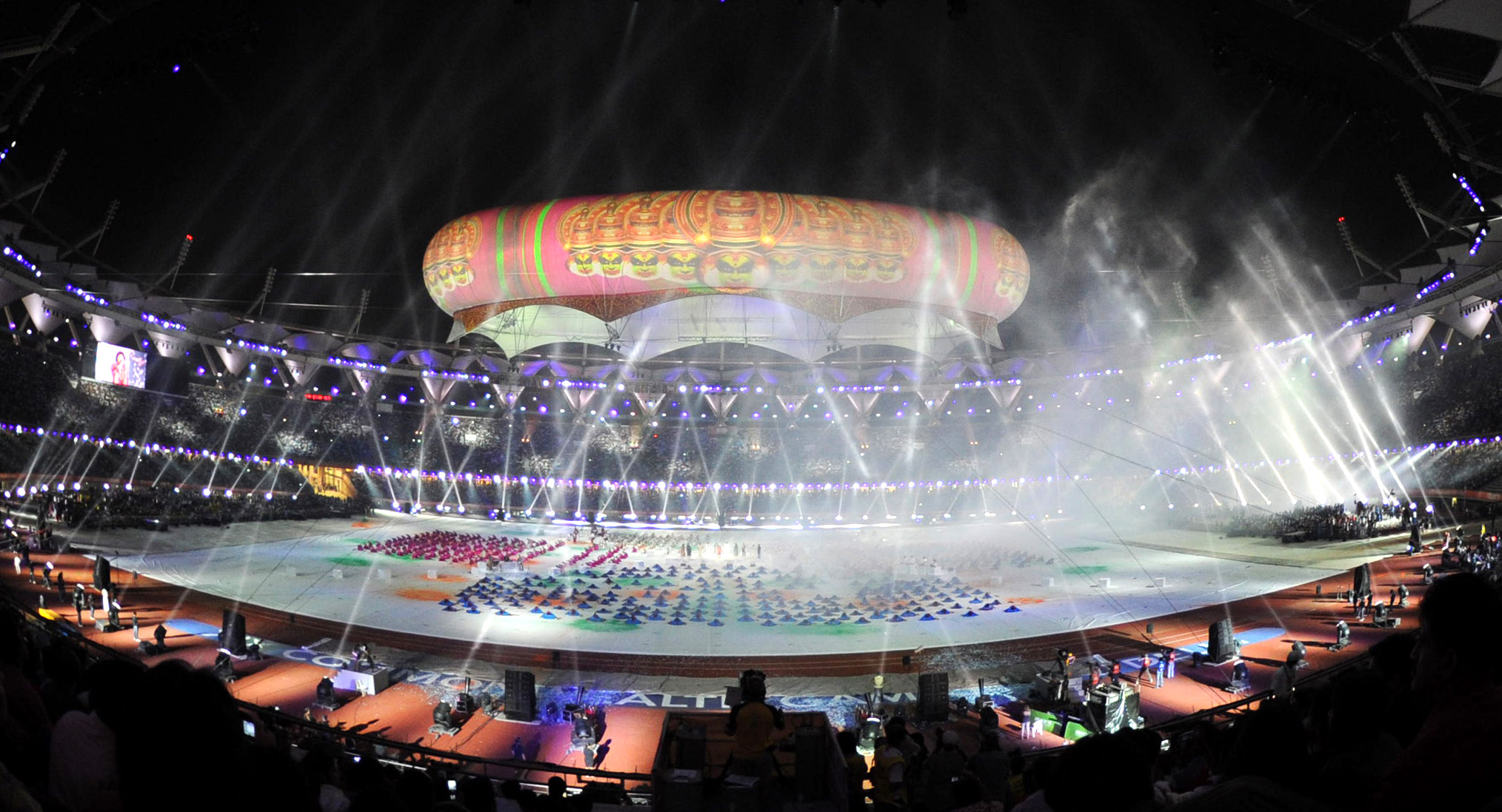
Ceremonia de Clausura de los XX Juegos de la Commonwealth en el estadio Jawaharlal Nehru de Nueva Delhi

Nueva Delhi, la capital de la India, presume de una vibrante cultura deportiva, reflejo de los diversos intereses deportivos de la nación y de su creciente protagonismo en la escena deportiva mundial.  Desde los deportes tradicionales indios hasta las disciplinas internacionales, el panorama deportivo de Delhi es dinámico y evoluciona, abarcando tanto el nivel amateur como el profesional.  La ciudad tiene una rica historia como sede de grandes acontecimientos deportivos y como cantera de atletas de talento en varios deportes.
El críquet, sin duda el deporte más popular de la India, ocupa un lugar especial en el panorama deportivo de Delhi.  La ciudad tiene una gran tradición en este deporte, con numerosos clubes y torneos locales que fomentan el talento desde la base.  El Feroz Shah Kotla Ground, un histórico estadio de críquet, ha sido testigo de muchos partidos internacionales memorables y sigue siendo un lugar destacado para el críquet en Delhi.  La fiebre del críquet se apodera de la ciudad durante los grandes torneos, uniendo a los residentes en su pasión por este deporte.
Además del críquet, otros deportes están ganando popularidad en Delhi.  El fútbol, aunque no tan seguido como el críquet, tiene cada vez más seguidores, y la ciudad cuenta con varios clubes y ligas de fútbol.  El bádminton, el tenis y el baloncesto también son populares, y muchas escuelas y clubes deportivos ofrecen entrenamiento e instalaciones para estos deportes.  El auge de los atletas indios en estas disciplinas a escala internacional ha impulsado aún más su popularidad.

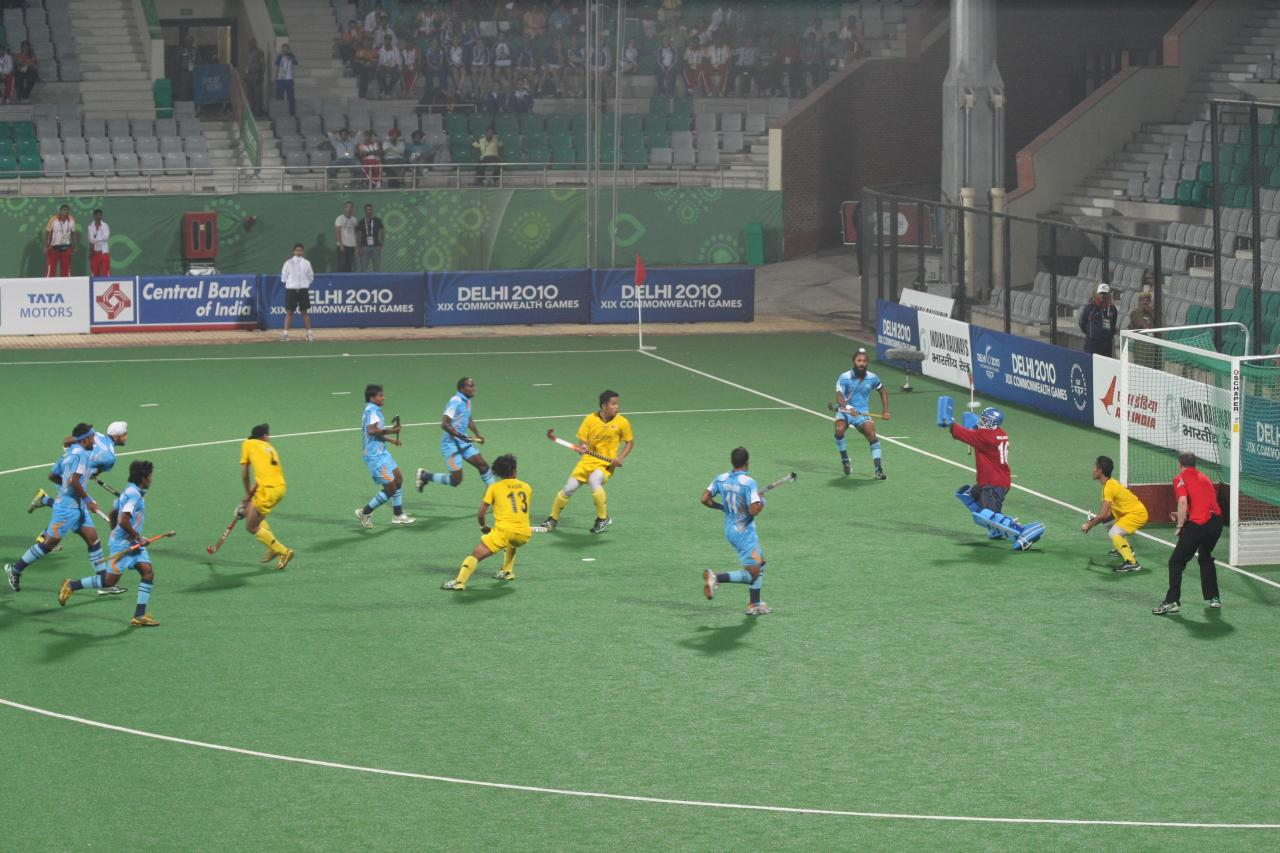
Partido de Hockey sobre Césped entre las selecciones de India y Malasia en el estadio Major Dhyan Chand

Delhi tiene un rico historial como sede de grandes acontecimientos deportivos internacionales.  La ciudad albergó los Juegos Asiáticos en 1951 y 1982, demostrando su capacidad para organizar acontecimientos polideportivos a gran escala.  Los Juegos de la Commonwealth se celebraron en Delhi en 2010, trayendo a la ciudad a atletas de toda la Commonwealth.  Estos acontecimientos no sólo han impulsado la infraestructura deportiva de Delhi, sino que también han inspirado a una nueva generación de atletas.
Las infraestructuras deportivas de Delhi mejoran constantemente.  La ciudad cuenta con varios estadios, complejos deportivos e instalaciones de entrenamiento para diversos deportes.  El estadio Jawaharlal Nehru, polivalente, ha albergado numerosos acontecimientos internacionales y es uno de los principales centros deportivos de Delhi.  El Estadio Cubierto Indira Gandhi es otro lugar destacado para los deportes de interior, como el bádminton, la lucha libre y el kabaddi.
Los deportes tradicionales indios, como el kabaddi y el kho-kho, también se practican en Delhi, sobre todo en comunidades locales y zonas rurales.  Estos deportes, profundamente arraigados en la cultura india, siguen siendo formas populares de recreo y competición.  Se están haciendo esfuerzos para promover y preservar estos deportes tradicionales, asegurando su continua relevancia en el panorama deportivo moderno.

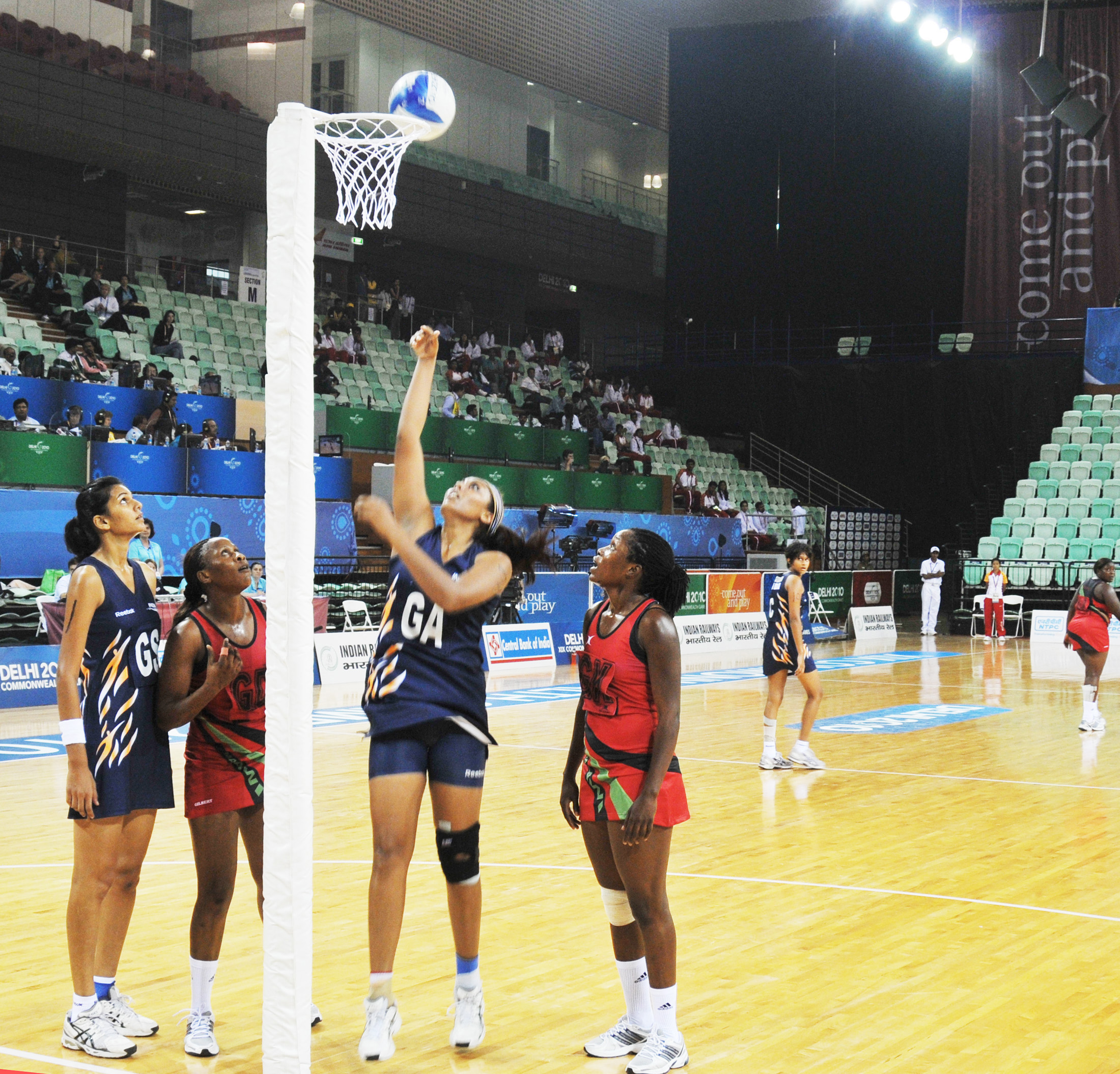
Partido de Baloncesto Femenino entre las selecciones de India y Malaui en el Complejo Deportivo Thyagaraj de Nueva Delhi

El gobierno de Delhi y varias organizaciones deportivas desempeñan un papel crucial en la promoción del deporte en la ciudad.  Invierten en el desarrollo de infraestructuras deportivas, apoyan a los atletas y organizan eventos deportivos.  Los programas de base tienen como objetivo identificar y cultivar a los jóvenes talentos, ofreciéndoles oportunidades para destacar en los deportes que elijan.
El futuro del deporte en Delhi parece prometedor.  Gracias a la creciente concienciación sobre la importancia del deporte y la forma física, cada vez más gente participa en diversas actividades deportivas.  La creciente economía de la ciudad y la mejora de las infraestructuras proporcionan una base sólida para el desarrollo del deporte.  Es probable que la cultura deportiva de Delhi siga evolucionando, con nuevos deportes ganando popularidad y atletas indios dejando su huella en la escena mundial.
Desde 2005 se celebra anualmente una media maratón.
Las principales instalaciones deportivas de la ciudad son el Estadio Jawaharlal Nehru, el cuarto estadio con mayor capacidad del país; el estadio Ambedkar, el Indira Gandhi Arena, el Estadio Nacional Dhyan Chand, sede de los primeros Juegos Asiáticos en 1951, y el Siri Fort Sports Complex.

## Transporte

### Aéreo
El Aeropuerto Internacional Indira Gandhi, localizado al suroeste de Delhi, es la principal puerta de entrada para el tráfico aéreo nacional e internacional de Nueva Delhi. Durante el 2012/2013, este aeropuerto fue utilizado por más de 35 millones de personas, y por lo tanto es uno de los aeropuertos con más tráfico de pasajeros del sur de Asia.

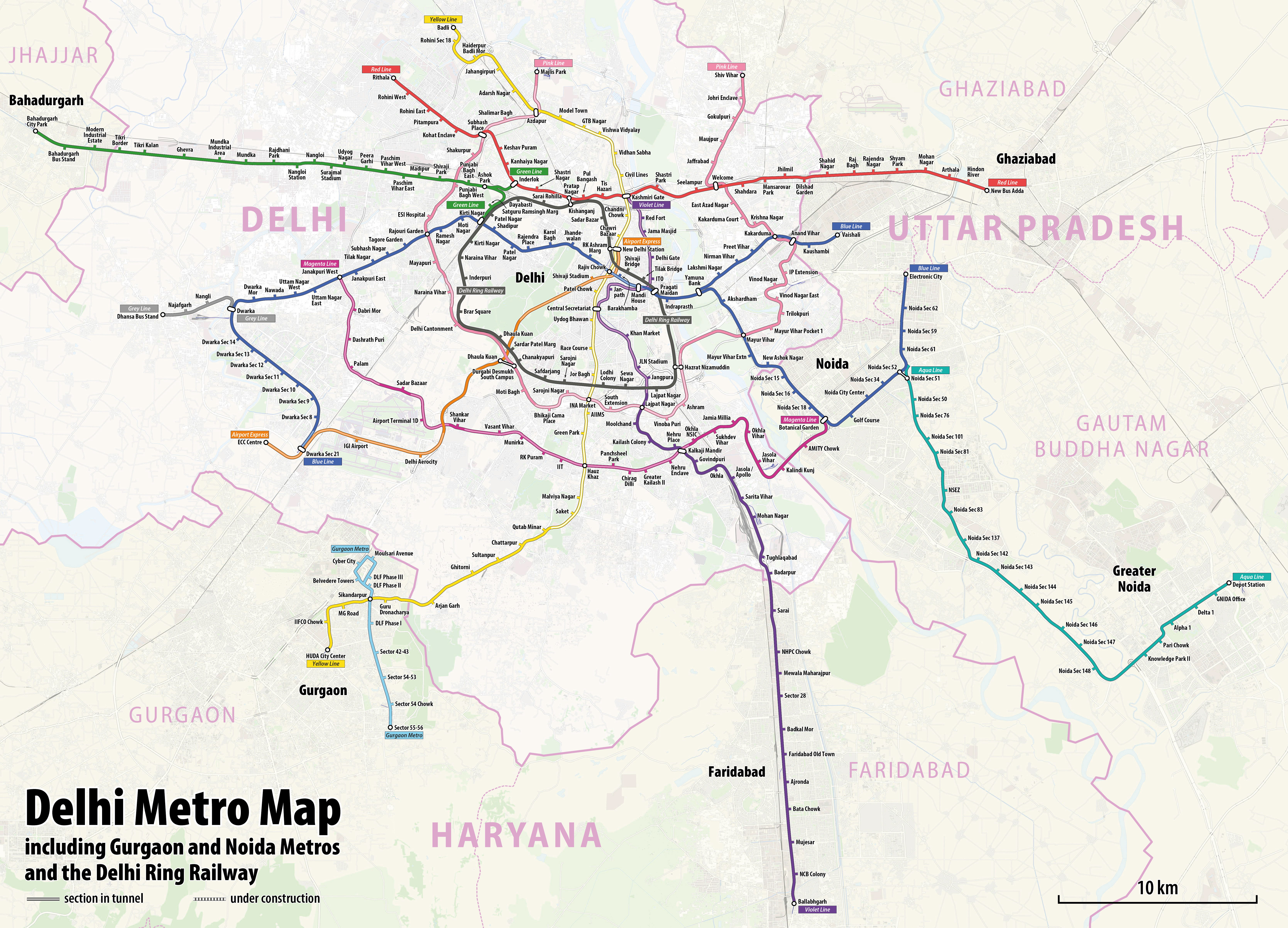
Mapa del Metro de Nueva Delhi

### Ferrocarril
Nueva Delhi es un cruce importante en la red ferroviaria india. Las cinco estaciones de tren principales son la estación de tren de Nueva Delhi, la antigua Delhi, la estación de tren Nizamuddin, estación Anand Vihar y la Sarai Rohilla.

### Metro
El metro de Delhi es un sistema de transporte rápido que da servicio a Delhi, Faridabad, Ghaziabad, Gurgaon y Noida, en la Región de la Capital Nacional de la India. Es el duodécimo metro más largo del mundo. El metro de Delhi fue el primer sistema moderno de transporte público de la India, que revolucionó los viajes al proporcionar un medio de transporte rápido, fiable, seguro y cómodo. En la actualidad, la red consta de 10 líneas codificadas por colores que dan servicio a 255 estaciones con una longitud total de 348,12 km. La red ha traspasado los límites de Delhi para llegar a Ghaziabad y Noida, en Uttar Pradesh, y a Faridabad y Gurgaon, en Haryana. 

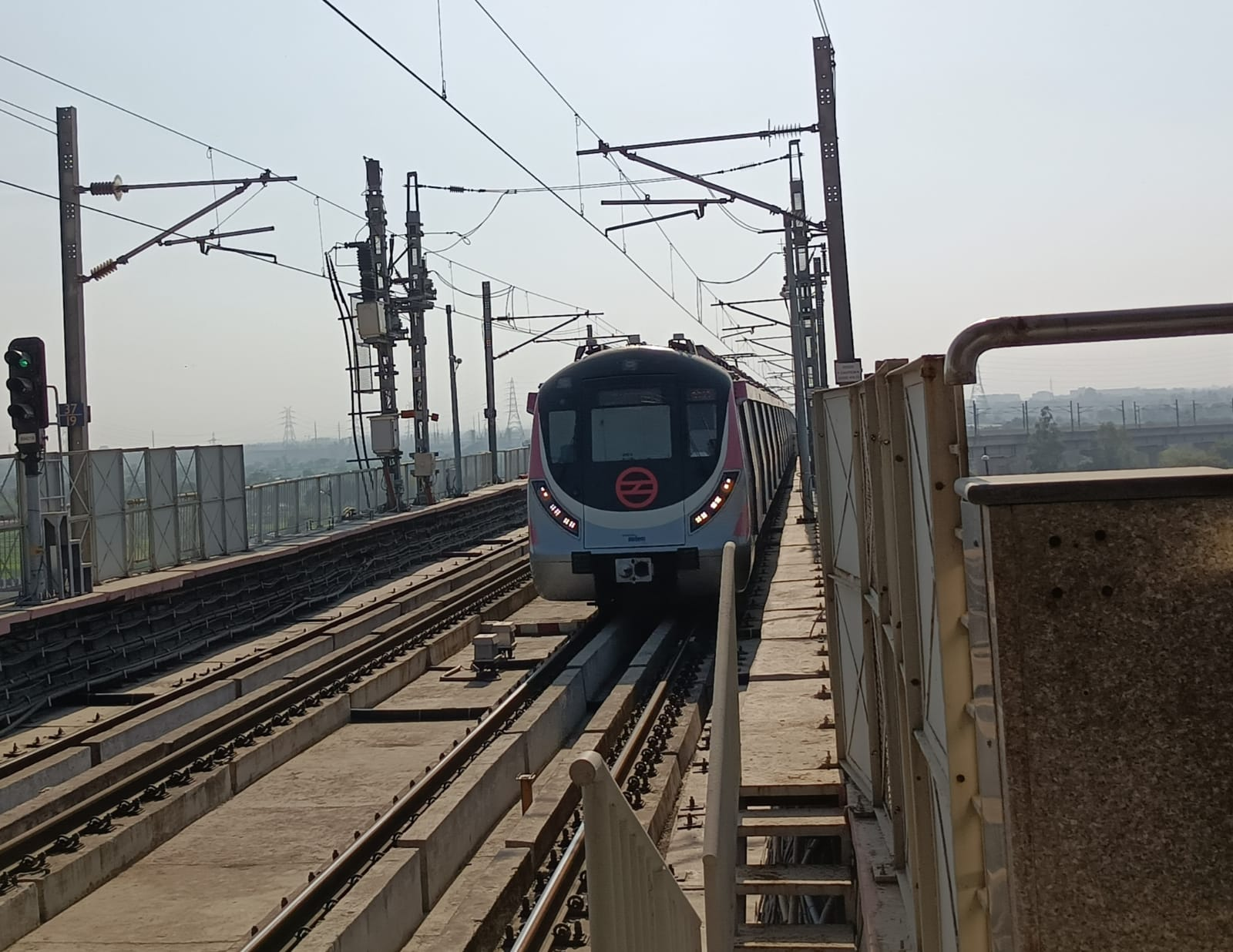
Tren de la Línea Azul del Metro de Delhi

Todas las estaciones disponen de escaleras mecánicas, ascensores y baldosas táctiles para guiar a las personas con discapacidad visual desde las entradas de las estaciones hasta los trenes. Cuenta con una combinación de líneas elevadas, a nivel y subterráneas, y utiliza material rodante tanto de vía ancha como de vía estándar. Se utilizan cuatro tipos de material rodante: Mitsubishi-ROTEM de vía ancha, Bombardier MOVIA, Mitsubishi-ROTEM de vía estándar y CAF Beasáin de vía estándar. Según un estudio, el metro de Delhi ha contribuido a eliminar unos 390.000 vehículos de las calles de Delhi.
El Metro de Delhi lo construye y explota la Delhi Metro Rail Corporation Limited (DMRC), una empresa estatal con participación a partes iguales del Gobierno de la India y el Gobierno del Territorio de la Capital Nacional de Delhi. Sin embargo, la organización está bajo el control administrativo del Ministerio de Desarrollo Urbano del Gobierno de India. Además de la construcción y explotación del metro de Delhi, la DMRC también participa en la planificación y ejecución de proyectos de metro, monorraíl y tren de alta velocidad en India y presta servicios de consultoría a otros proyectos de metro en el país y en el extranjero. 
El proyecto del metro de Delhi fue liderado por E. Sreedharan, director general de DMRC y conocido popularmente como el «Hombre Metro» de la India. Es famosa su dimisión de DMRC, asumiendo la responsabilidad moral por el derrumbe de un puente del metro que se cobró cinco vidas. El gobierno francés le concedió la Legión de Honor por su contribución al metro de Delhi.

## Ciudades hermanas
La ciudad está hermanada con seis ciudades.
| Ciudad          | Región                | País           | Fecha                    |
| --------------- | --------------------- | -------------- | ------------------------ |
| Chicago         | Illinois              | Estados Unidos | 10 de octubre de 2001    |
| Madrid          | Comunidad de Madrid   | España         | 16 de enero de 2002      |
| Ulán Bator      | Ulán Bator            | Mongolia       | 25 de mayo de 2002       |
| Londres         | Inglaterra            | Reino Unido    | 25 de julio de 2002      |
| Moscú           | Distrito Central      | Rusia          | 25 de septiembre de 2002 |
| San Petersburgo | Distrito del Noroeste | Rusia          | 25 de septiembre de 2002 |
| Fukuoka         | Prefectura de Fukuoka | Japón          | 5 de marzo de 2007       |